# Brique (matériau)
Pour les articles homonymes, voir brique.

Le sol d'une allée en briques.

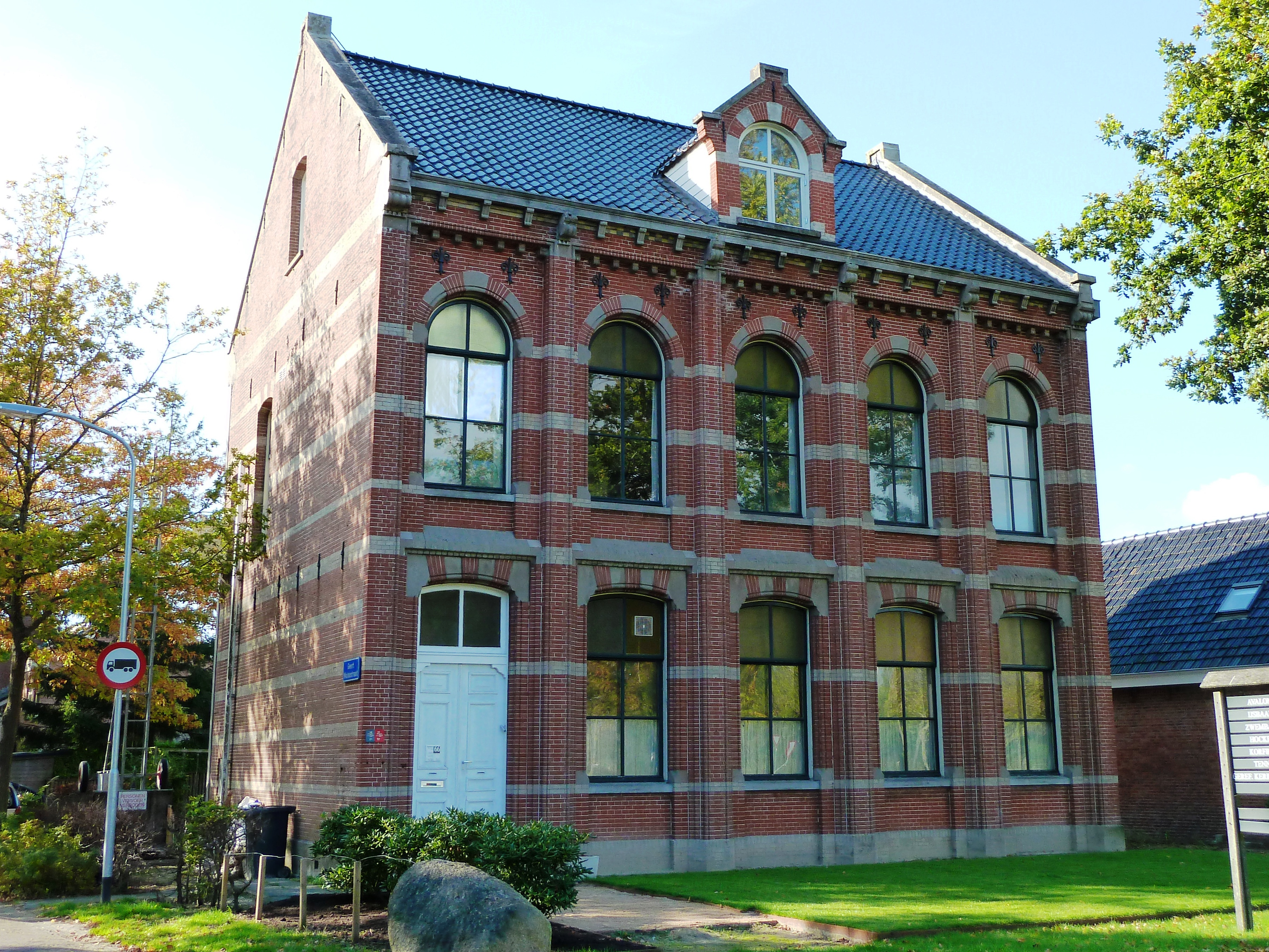
Bâtiment construit en briques, à Zuidhorn (Pays-Bas).

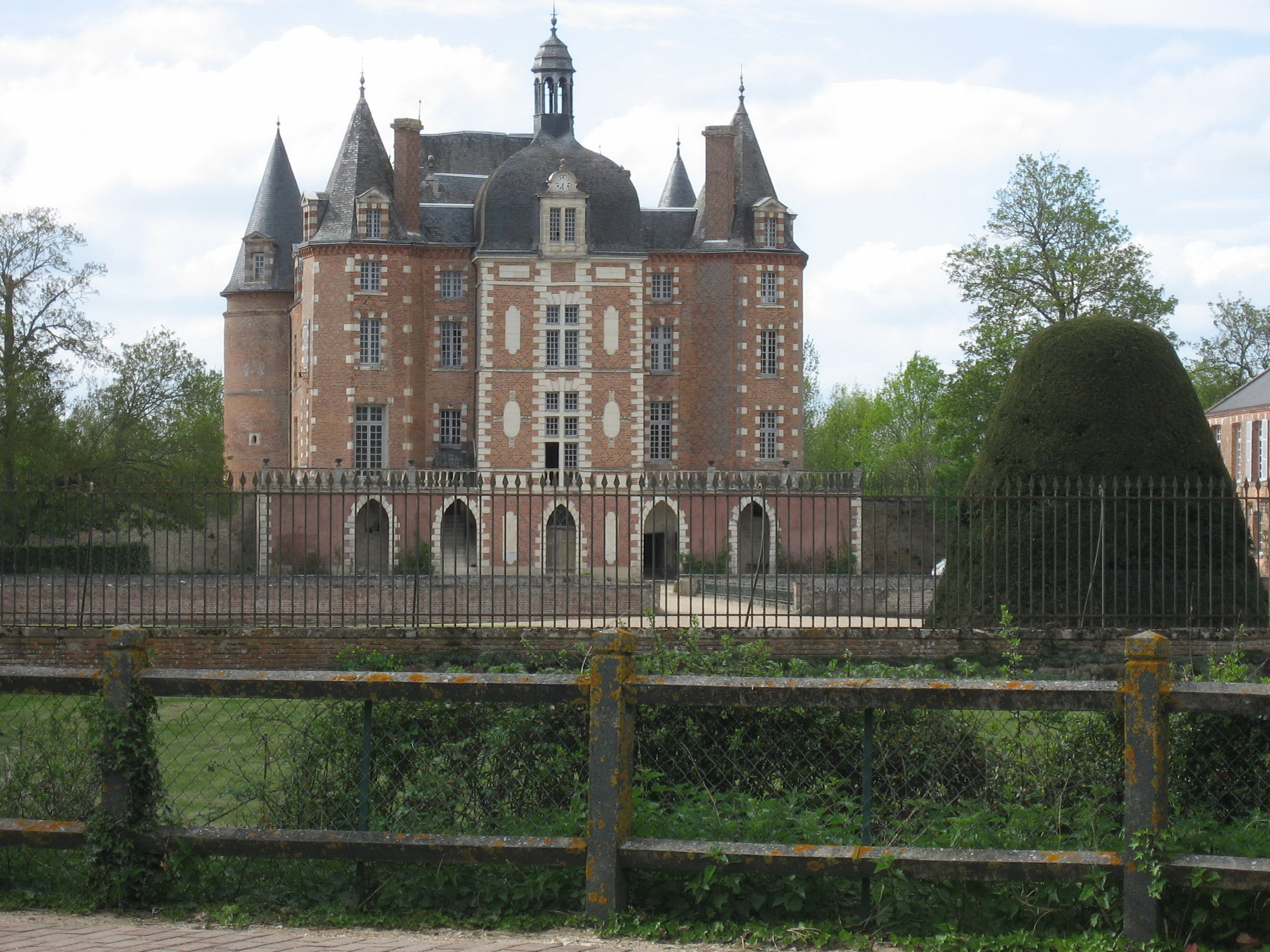
Le château de La Ferté-Imbault est le plus grand édifice en briques de Sologne.

Une brique est un élément de construction généralement en forme de parallélépipède rectangle constitué de terre argileuse crue, séchée au soleil — brique crue — ou cuite au four, employée principalement dans la construction de murs.

## Histoire

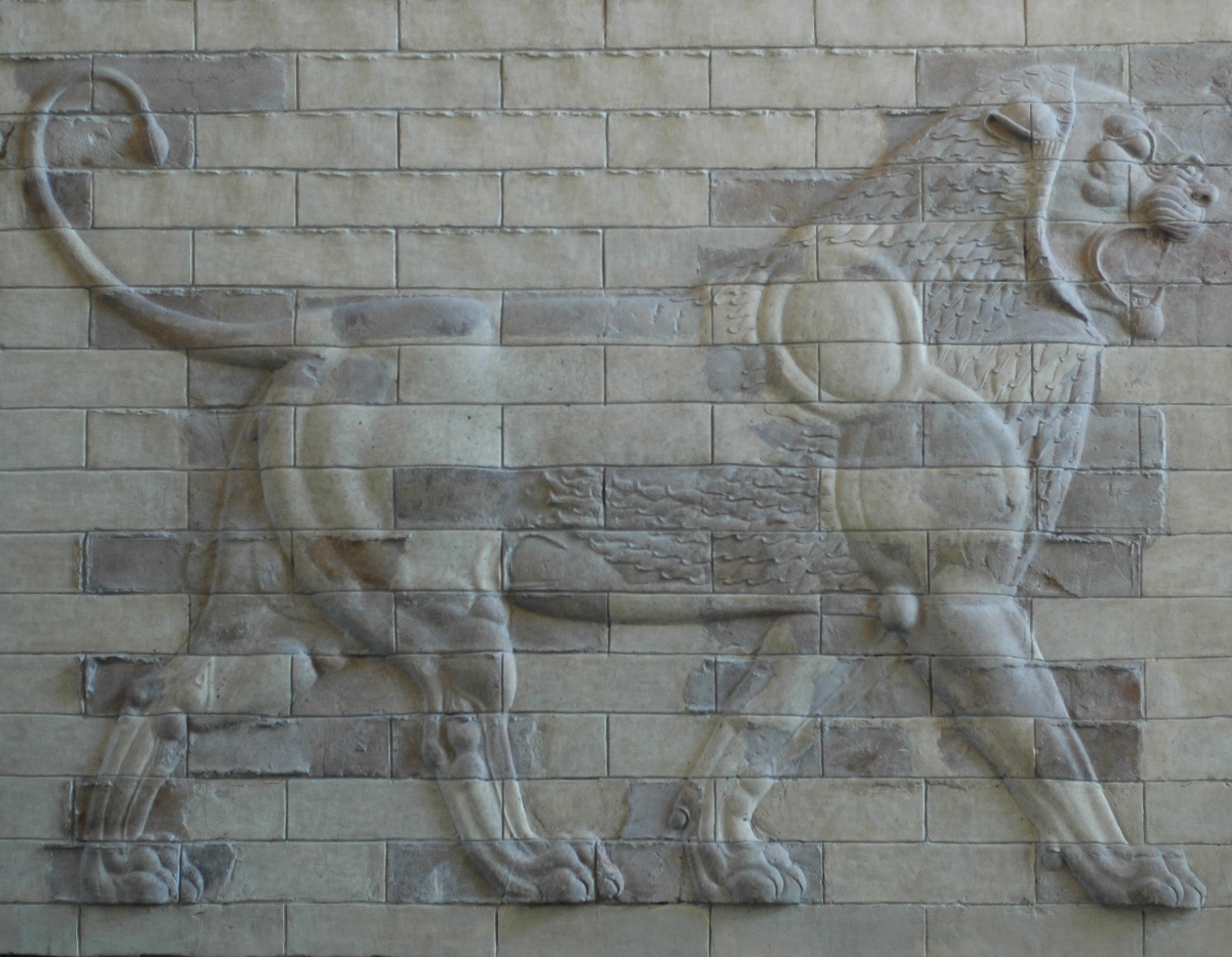
La brique émaillée était déjà connue dans la Mésopotamie antique.

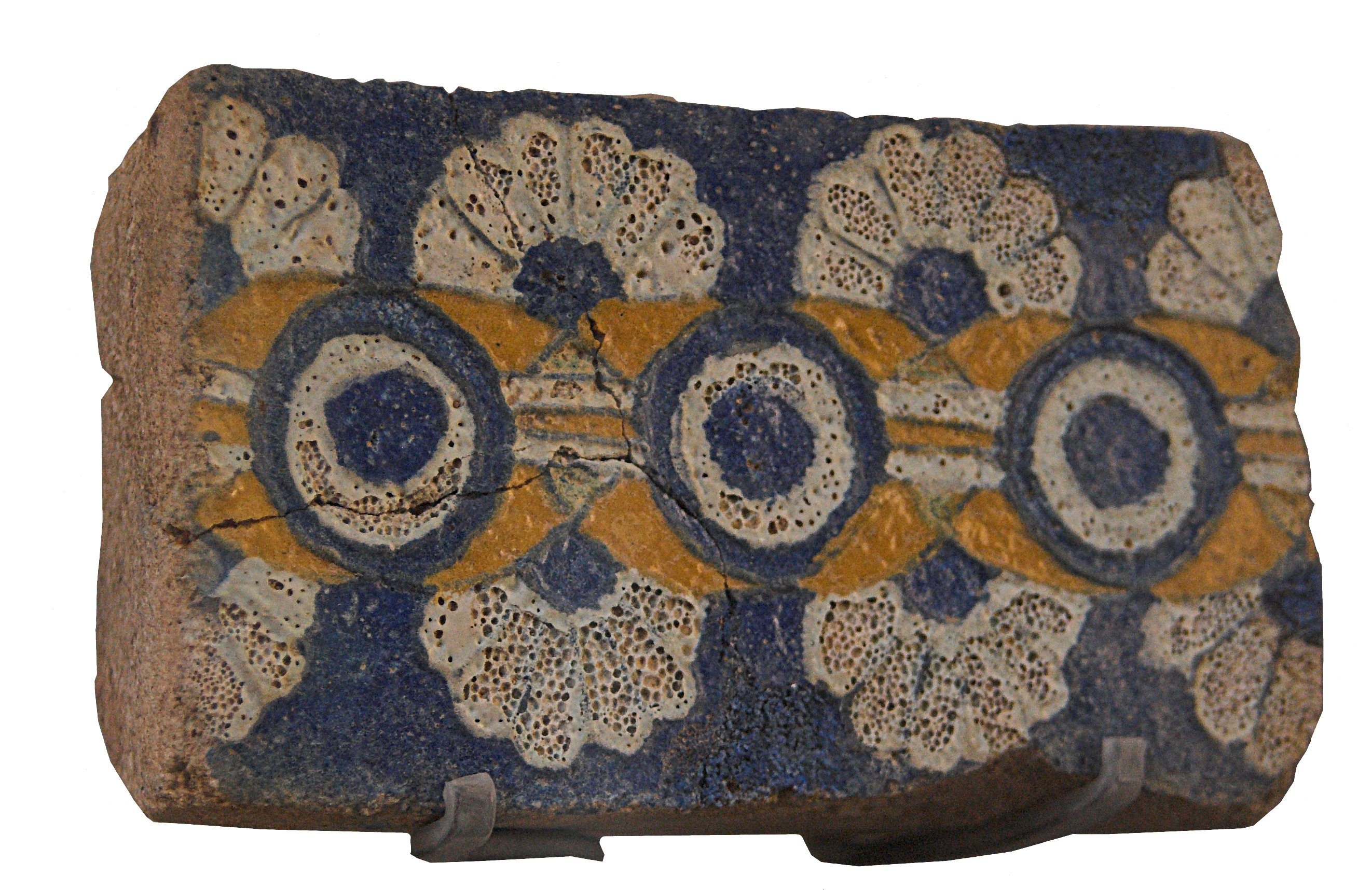
Un fragment de brique à décor floral exposé au musée du Louvre, utilisé comme motif d'encadrement à l'époque achéménide, vers la fin VIe siècle av. J.-C.

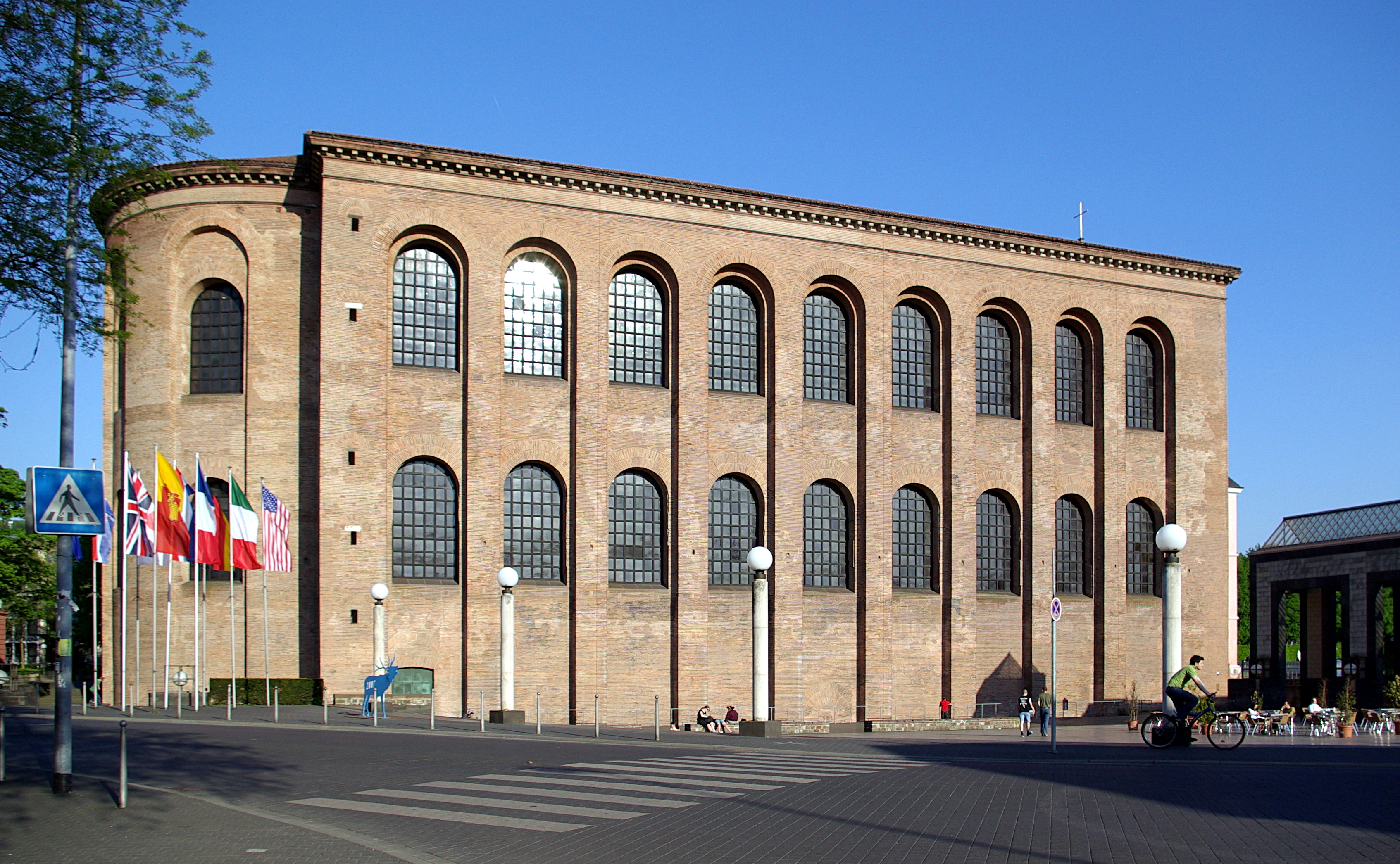
Basilique de Constantin de Trèves parementée en brique, IVe siècle.

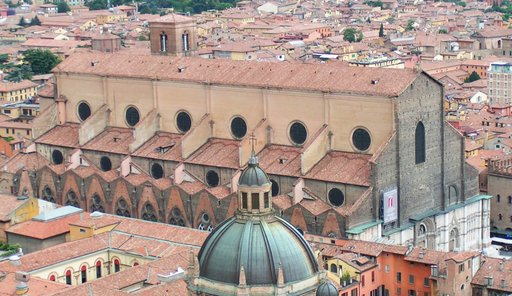
Basilique San Petronio (Bologne), la plus grande église gothique édifiée en brique au monde (volume de 258000 m3 environ).

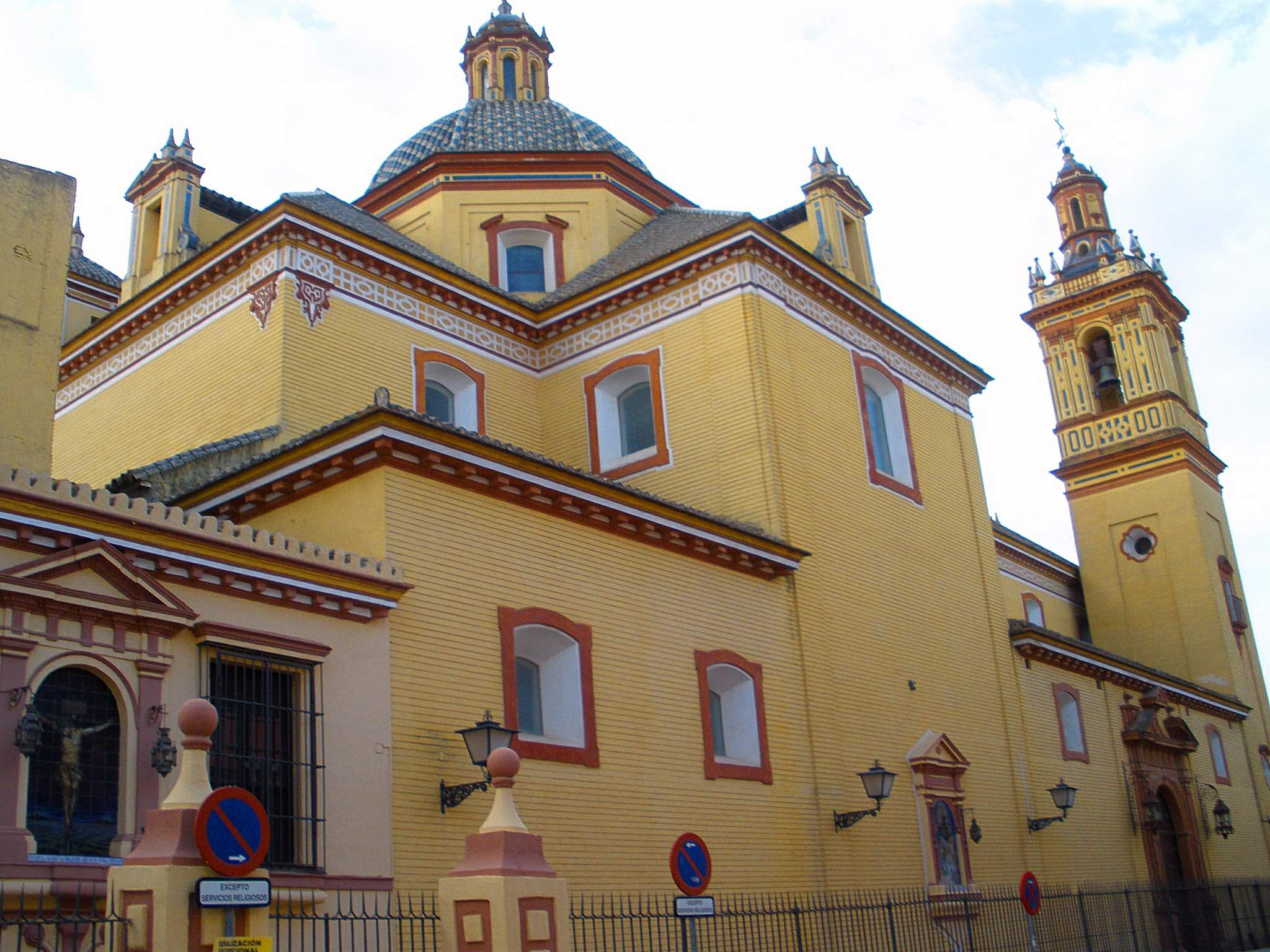
Église de San Bernardo, Séville, construite de 1780 à 1785 en briques peintes en jaune.

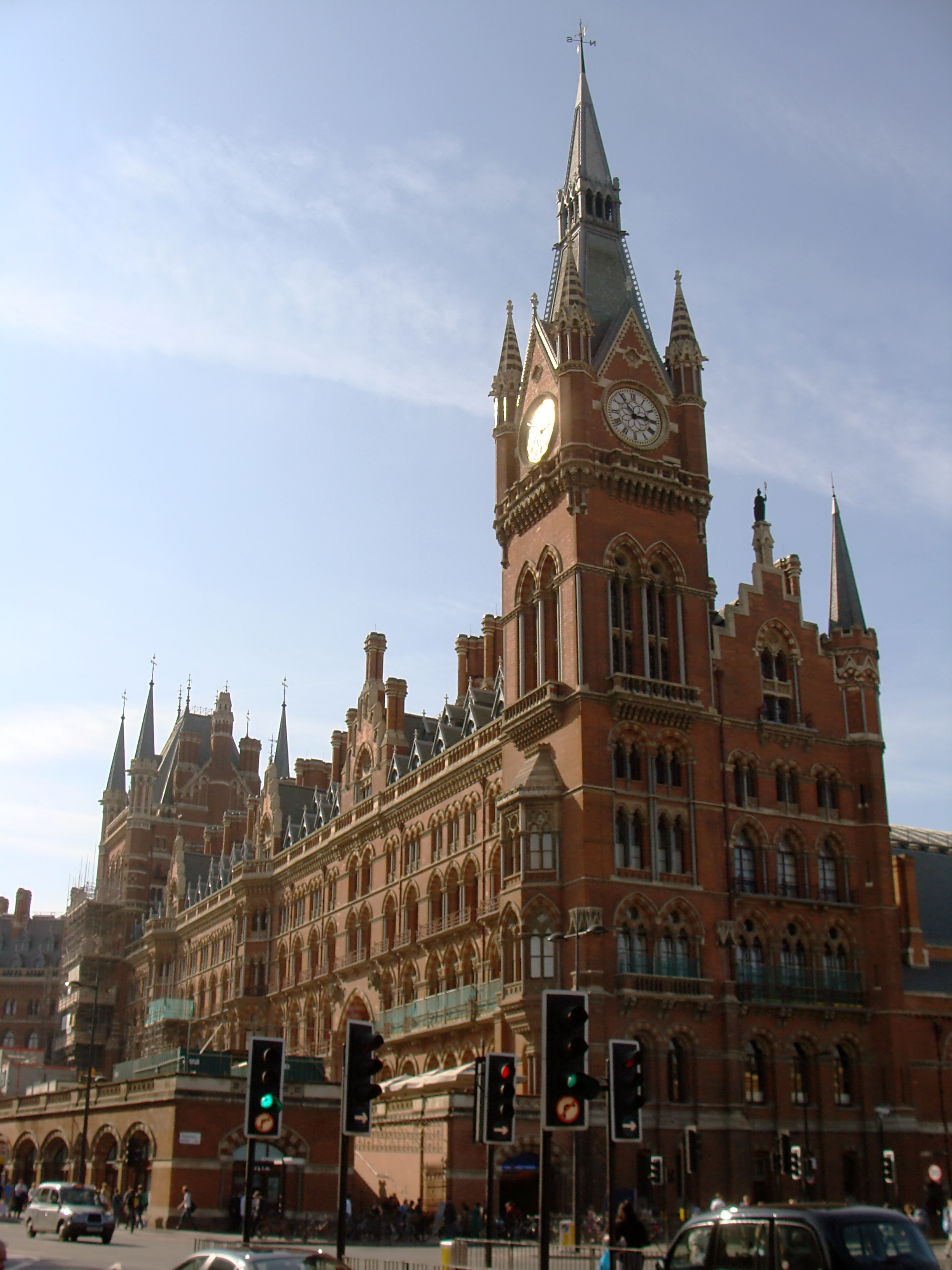
Gare de Saint-Pancras, Londres, XIXe siècle.

La pierre naturelle ou les troncs d'arbre peuvent correspondre au besoin de se protéger dans les régions où ils peuvent être facilement prélevés. Dans les pays d'embouchures de fleuves, l'argile constitue l'un des principaux matériaux de construction utilisés : la brique est facilement réalisable à partir d'argile ou de terre crue, on a parlé au XIXe siècle de « terre franche ». D’autre part, cette brique de terre crue, quand elle est abandonnée au feu, acquiert solidité et dureté. On lui enlève surtout l'inconvénient de se délayer dans l'eau. Ce progrès profite aux briques aussi bien qu'aux tuiles, aux carreaux et à la céramique en général. Un grand et nouveau progrès est encore réalisé le jour où l'on a su recouvrir cette terre qui reste poreuse et absorbante, d'une couche vitreuse imperméable, d'une glaçure. Ce progrès profite toutefois plus aux tuiles et à la poterie, qu'aux briques pour lesquelles son usage reste marginal. La porte d'Ishtar dans l'actuel Irak, ou le palais de Darius Ier à Suze dans l'actuel Iran, montrent l'usage maitrisé des décors en brique de terre cuite émaillée et colorée, qu'avaient les Néo-Babyloniens en -580 et d'autre part les Achéménides vers -500. Au XVe siècle, le nord de l'Italie deviendra maître dans l'art de la décoration des habitations et monuments avec des frises, des guirlandes et des festons constitués tout de briques émaillées.
D'abord modelée, la brique apparaît entre le huitième et le septième millénaire av. J.-C., dans la région du Tigre et de l'Euphrate. Les premières maisons en brique ont été découvertes en Mésopotamie — actuel Irak — et l'on estime que l'usage de la brique s'étend rapidement dans tout le Moyen-Orient.
La brique crue est simplement moulée puis séchée au soleil, pour la rendre plus résistante. Elle permet de monter des habitations ou des monuments comme la pyramide d'Amenemhat III, mais reste fragile et résiste mal aux intempéries.
Son utilisation se généralise au quatrième millénaire, avec l'invention et l'emploi du moule à briques aux dimensions normalisées, donnant naissance aux premières cités urbaines.
La cuisson de la brique est expérimentée en 2500 av. J.-C., en Mésopotamie et dans la vallée de l'Indus. La cuisson permet de réaliser des constructions plus imposantes. La brique de terre cuite constitue la première pierre artificielle ou « pierre factice », longtemps avant le béton de ciment.
La Rome antique met en œuvre les briques crues dans l’opus latericium, et les briques cuites dans l’opus testaceum. Les briques sont carrées et peuvent être fractionnées en éléments rectangulaires ou triangulaires.
Si en France, Paris, tirant parti du calcaire lutécien du Bassin parisien, demeure une ville de pierre, beaucoup de villes et pays où la pierre à bâtir est rare seront des villes de brique. Le gothique de brique est un style spécifique de l'architecture gothique en Europe du Nord, en particulier dans le nord de l'Allemagne et les régions autour de la mer Baltique qui ne disposent pas de ressources en pierre naturelle, construiront en utilisant essentiellement la brique. Les édifices gothiques de briques se trouvent en Biélorussie, Danemark, Estonie, Finlande, Allemagne, Lettonie, Lituanie, Pays-Bas, Pologne, Russie et Suède. À Londres, la pénurie en pierre de taille de qualité fait de celle-ci une ville de briques.
Lors de la Révolution industrielle, les briqueteries se regroupent et forment de véritables usines. Des fours à charbon permettent d'augmenter la capacité de production : des fours plus grands, plus efficaces (le four Hoffmann, où la production de brique se fait en continu, le four Bull, etc.) et de grandes cheminées de briques deviennent les éléments caractéristiques de ces briqueteries. En France, Toulouse et ses 170 briqueteries devient un important producteur de briques. Aujourd'hui, les briqueteries ont pratiquement disparu en Europe.
En 1830, Auguste Virebent dépose le brevet d'invention d'un système de presse à briques. Ceci est un jalon de l'industrialisation de la brique. Il met au point aussi la « plinthotomie », invention fonctionnant comme un emporte-pièce, pour découper diverses formes dans de la glaise fraîche. Cette technique permet de s'affranchir des sculpteurs, et d'industrialiser la fabrication.
L'après-guerre marque le remplacement progressif de la brique par le béton de ciment et l'acier.
À la fin du XXe siècle, les chocs pétroliers à répétition, la prise de conscience écologique consécutive au dérèglement climatique, conduisent l'industrie briquetière à des innovations majeures pour réduire la consommation énergétique et l'impact environnemental liés à la fabrication des produits. Ainsi :
- la récupération de l’air chaud lors du refroidissement des produits dans le four qui est redirigé vers les séchoirs, permet d’économiser près de la moitié de la consommation en énergie de ces derniers,
- l’utilisation de sources d’énergie alternatives : la biomasse (ex. : déchets de bois), le biogaz (issu de centre d’enfouissement) et l’énergie photovoltaïque ou éolienne en cours de développement permettent de réduire de moitié la consommation en énergie fossile de nombreuses usines,
- un suivi rigoureux du cycle de cuisson par voie informatique et la réalisation de bilans thermiques ont permis d’optimiser le processus.

Au niveau européen, l’énergie nécessaire à la fabrication des briques (1 m2 de mur) a ainsi diminué de 39 % entre 1990 et 2007. Enfin, dans les pays industrialisés, les coûts d’approvisionnement énergétique poussent certaines briqueteries à se diversifier dans la fabrication de briques en terre crue,.

## Fabrication en terre crue

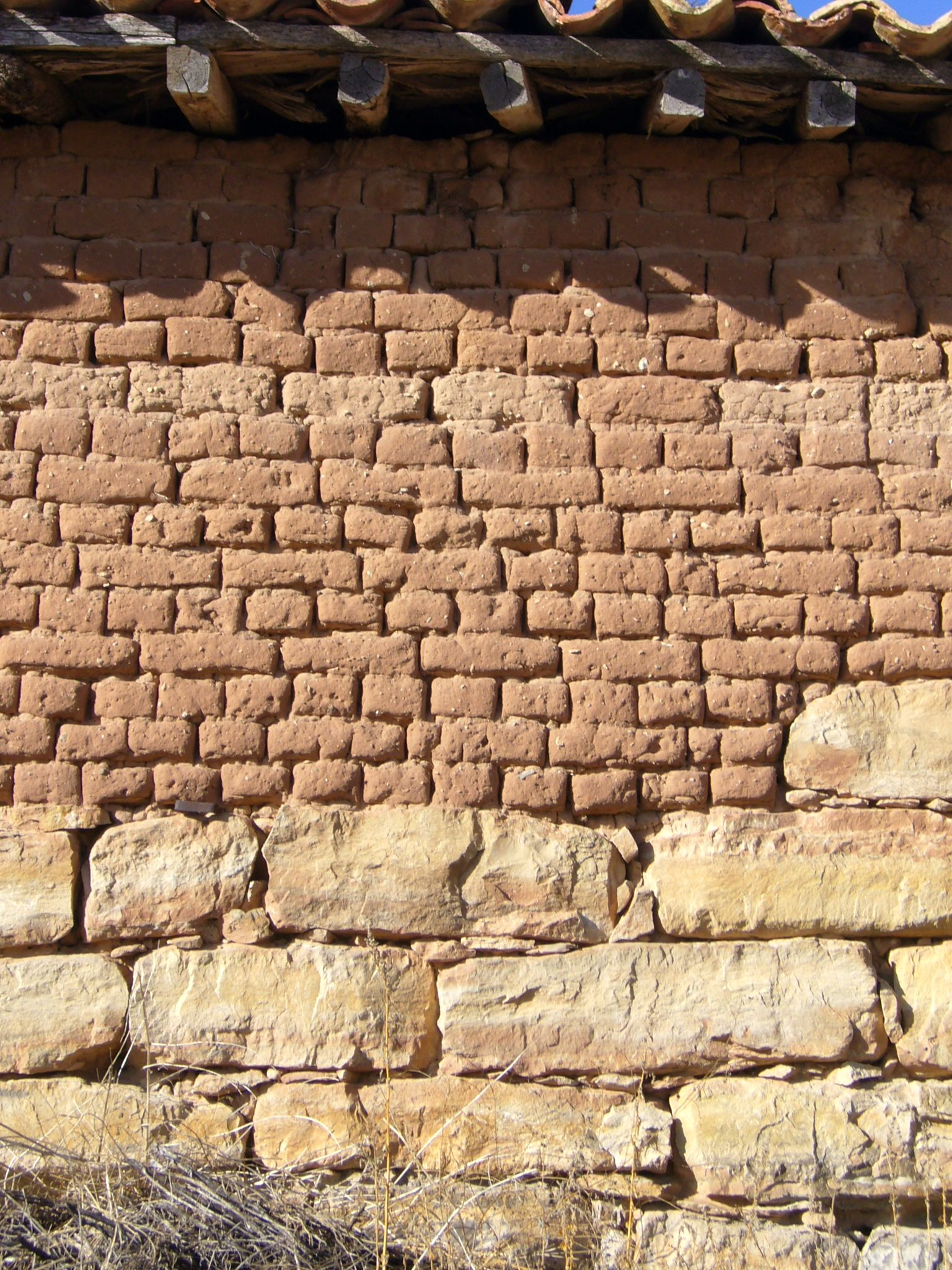
Mur en adobe sur soubassement en pierre dans une maison ancienne de Burgos (Espagne).

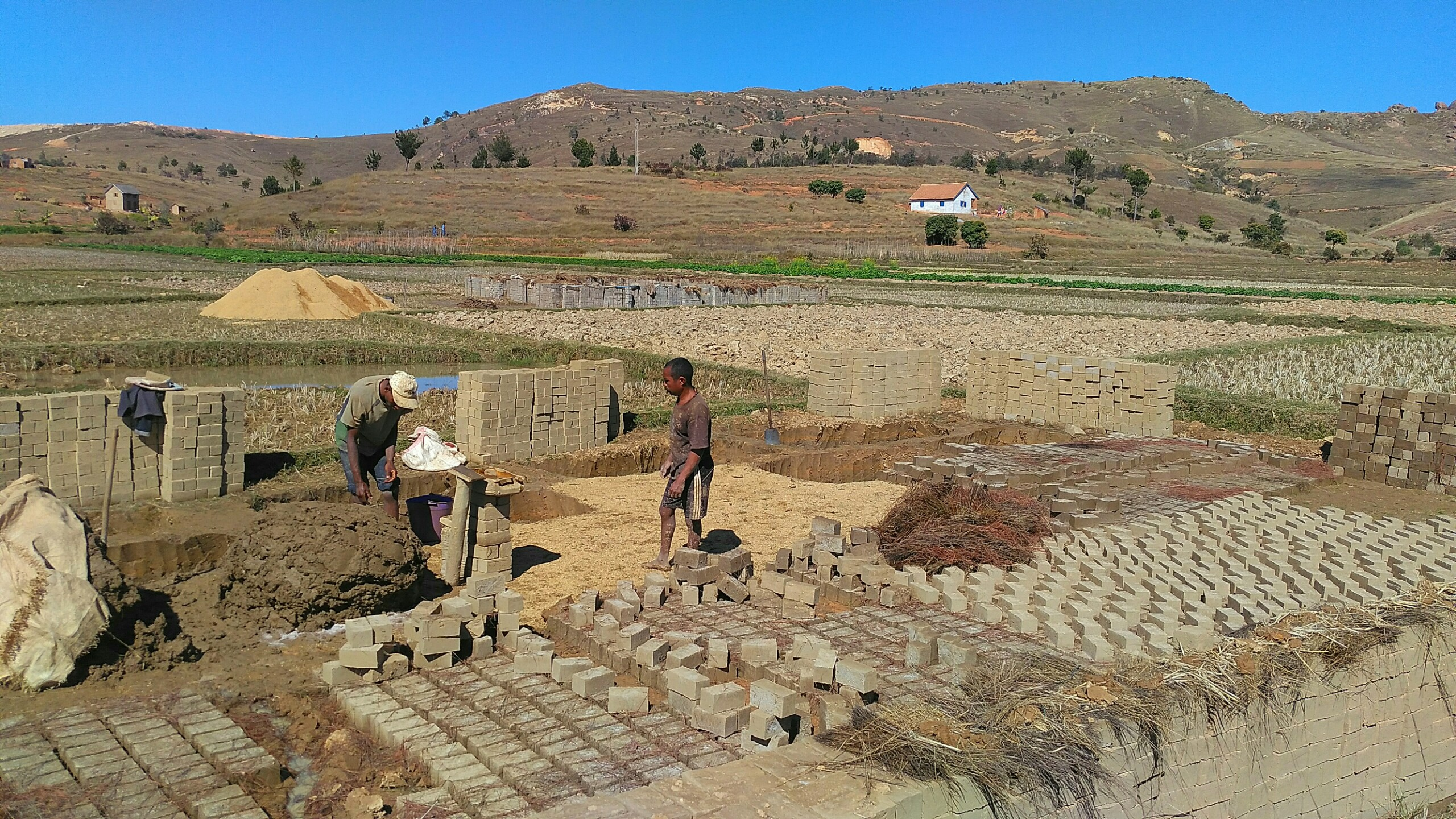
Fabrication traditionnelle de briques à Antananarivo (Madagascar).

On retrouve la technique de brique crue en Lorraine où — dit un manuel de 1825 — on construisait aussi avec des briques desséchées au soleil et posées avec un mortier d'argile, l'exécution étant facile et peu coûteuse. « On labourait en plusieurs sens une portion de terre dont la surface est calculée en raison de la dimension du bâtiment à construire ; on battait avec une masse cette portion de terre et la forme en surface unie ; puis, avec des règles et un tranchant, on coupait cette terre battue en lignes droites, espacées de 8  à   9 pouces, et par d'autres transversales de quatre à cinq pouces de distance. Tous ces carreaux ainsi tracés présentaient un champ couvert de briques. On laissait cette terre bien sécher et prendre le plus de consistance possible, et, après un temps convenable, on enlevait chaque carreau qui présentait alors la forme d'une brique de deux pouces environ d'épaisseur. C'est avec de pareilles briques qu'on élevait un bâtiment, en posant chaque assise, à la manière ordinaire, sur un lit de la même terre délayée en consistance de mortier. »
La technique prend le nom d'« adobe » sur les bords de la Méditerranée et par voie de colonisation en Amérique latine où elle est encore le patrimoine de beaucoup de familles pauvres, qui conservent cette tradition depuis des temps immémoriaux.
La terre crue est une alternative à une industrie briquetière énergivore. Les coûts d’approvisionnements énergétiques des fours à brique poussent d'ailleurs certaines briqueteries à une inévitable reconversion dans la fabrication de briques en terre crue,.

## Fabrication en terre cuite

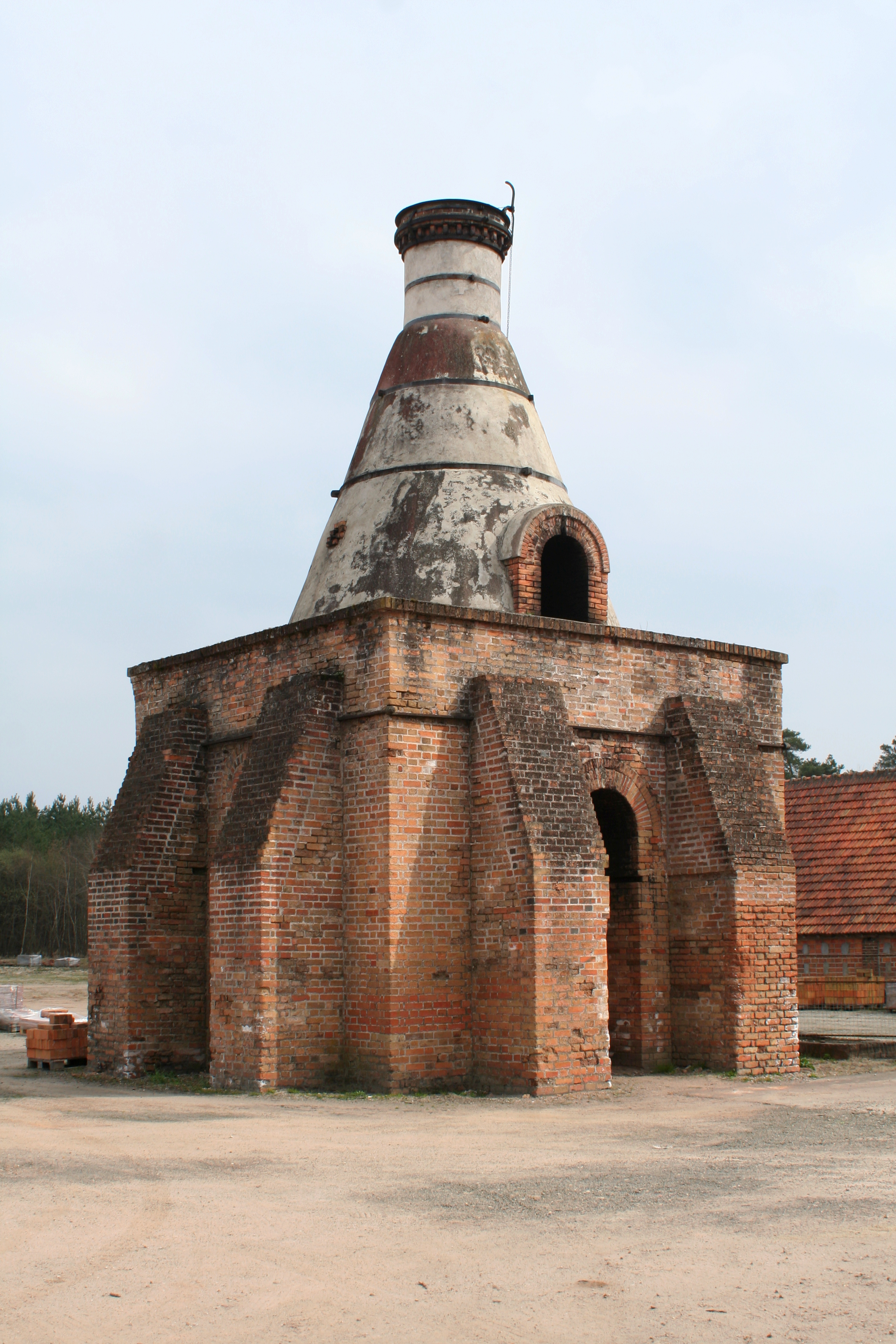
Four à briques du XIXe siècle en Sologne, tuilerie de la Bretèche.

### Méthode traditionnelle

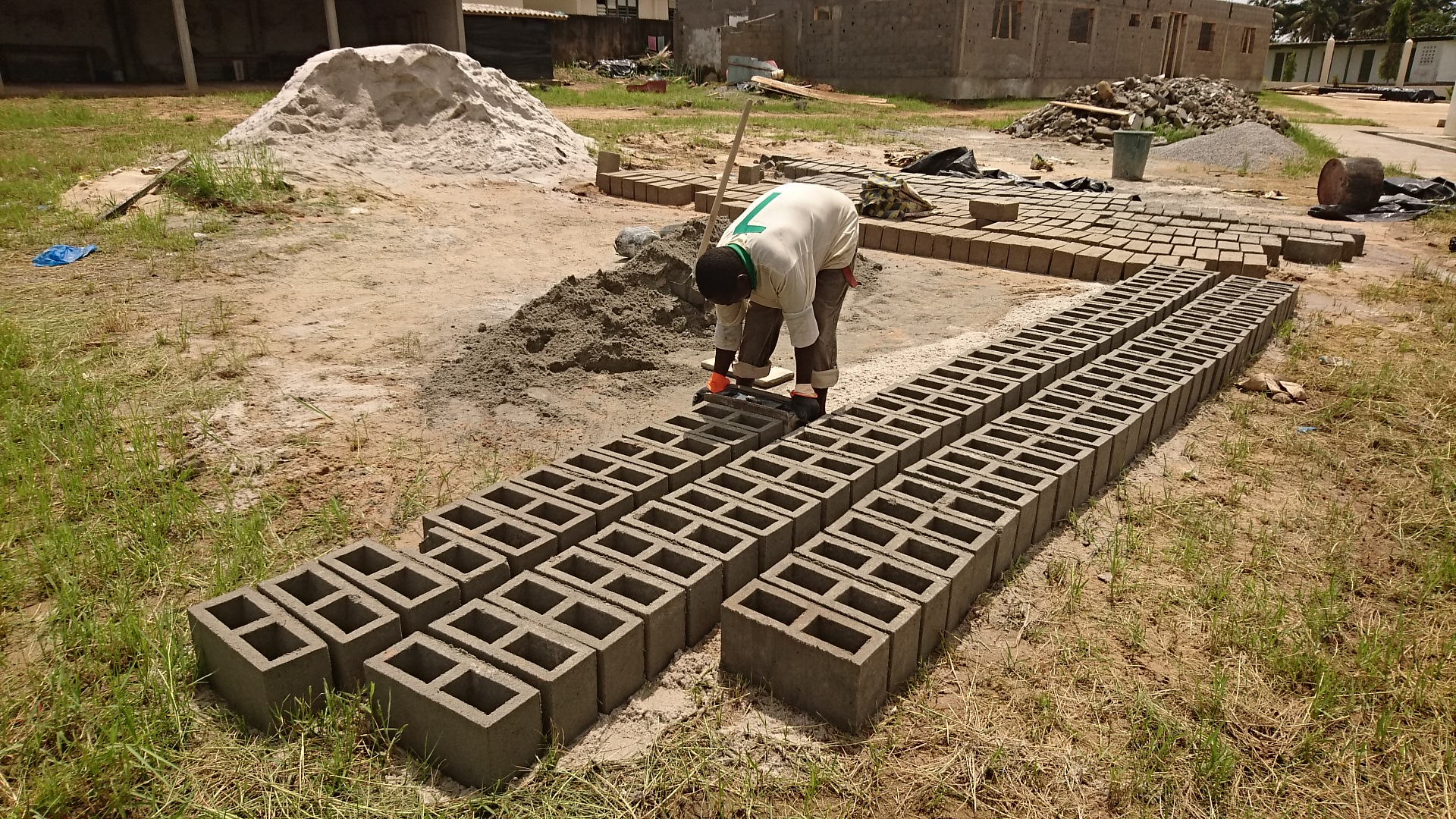
Fabrication traditionnelle des briques en Côte-d'Ivoire.

Avant la mécanisation, les hommes arrachaient l'argile à l'aide de fers, à plat. Une fois l'argile extraite, un travail de broyage permettait d'affiner la matière première. Ensuite, l'ajout d'eau en grande quantité permettait d'obtenir une pâte homogène, à la plasticité voulue. Le pétrissage, autrefois au pied, et désormais avec de puissantes machines, permettait d'éliminer les derniers cailloux. Cette préparation de l'argile se terminait par une phase de pourrissage, durant laquelle la terre glaise se « reposait ».
Son façonnage se faisait dans un moule en bois dont les bords et le fond étaient ensablés afin que la glaise n'y adhère pas. Un morceau de glaise était placé dans le moule, puis aplani. La surface était égalisée et arasée de son excédent à l'aide d'un archet ou d'une plane humide (rasadou, rasador, en région toulousaine). Le tout était démoulé et déposé sur le sol, ou sur une grille pour une première phase de séchage. Une fois durcies, les briques étaient empilées en quinconce pour faciliter la circulation de l'air entre elles. Dans la région toulousaine, ces empilements de briques étaient nommés « châteaux » et étaient stockés sous un auvent entourant le four de la briqueterie.
La cuisson s'opérait quand le nombre de briques sèches était suffisant. Elles étaient alors empilées selon le même principe à l'intérieur du four, par une étroite ouverture verticale aménagée dans un des côtés. Des rainures horizontales recevaient une planche servant de support à l'ouvrier chargé de placer les briques jusqu'en haut du four. L'ouverture était ensuite obturée avec de la terre. Le feu était allumé dans le foyer situé en sous-sol du four, et entretenu pendant plusieurs jours, avec une surveillance constante.
Ce travail manuel a donné aux briques leur forme caractéristique. Aujourd'hui, ce travail est industrialisé et permet d'obtenir différents tailles de briques, parfaitement identiques. Un système de découpage automatique façonne des briques à partir de boudins de glaise. La brique subit ensuite une série de séchages qui éviteront les fissures et les éclats lors de la cuisson.

### Méthode moderne

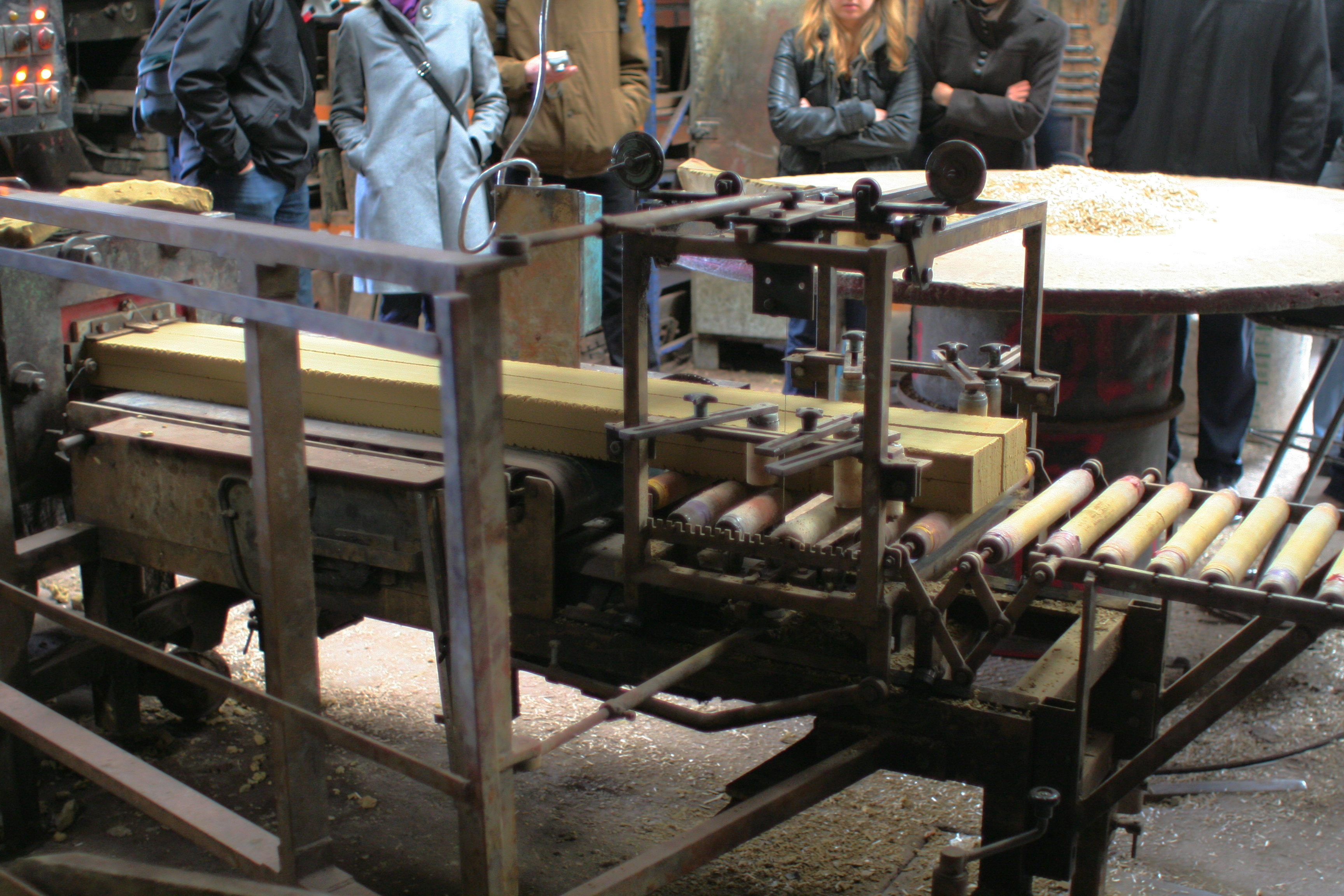
Extrusion des briques à travers une filière.

La fabrication d'une brique moderne passe par les grandes étapes suivantes :
- extraction de l'argile rouge et de l'argile verte. On mélange environ 10 % d'argile verte avec 90 % d'argile rouge. La terre argileuse, généralement extraite à proximité de la briqueterie, ne peut pas inclure trop de sable ;
- broyage de la terre pour obtenir la granulométrie désirée ;
- humidification et mélange des divers types de terres ; ajout d'une faible quantité de lignosulfite, résidu de l'industrie du papier, dérivé de la lignine contenue dans les arbres ; le lignosulfite facilite l'extrusion ;
- extrusion au travers de filières correspondant à une forme donnée de brique ;
- coupage ;
- séchage dans un séchoir traditionnel ou moderne type ANJOU (durée entre vingt et cinquante heures) ;
- cuisson à environ 900 °C, pendant trente heures ;
- éventuellement rectification (fraisage des bords jointifs pour faciliter le montage).

### Innovations et évolutions récentes

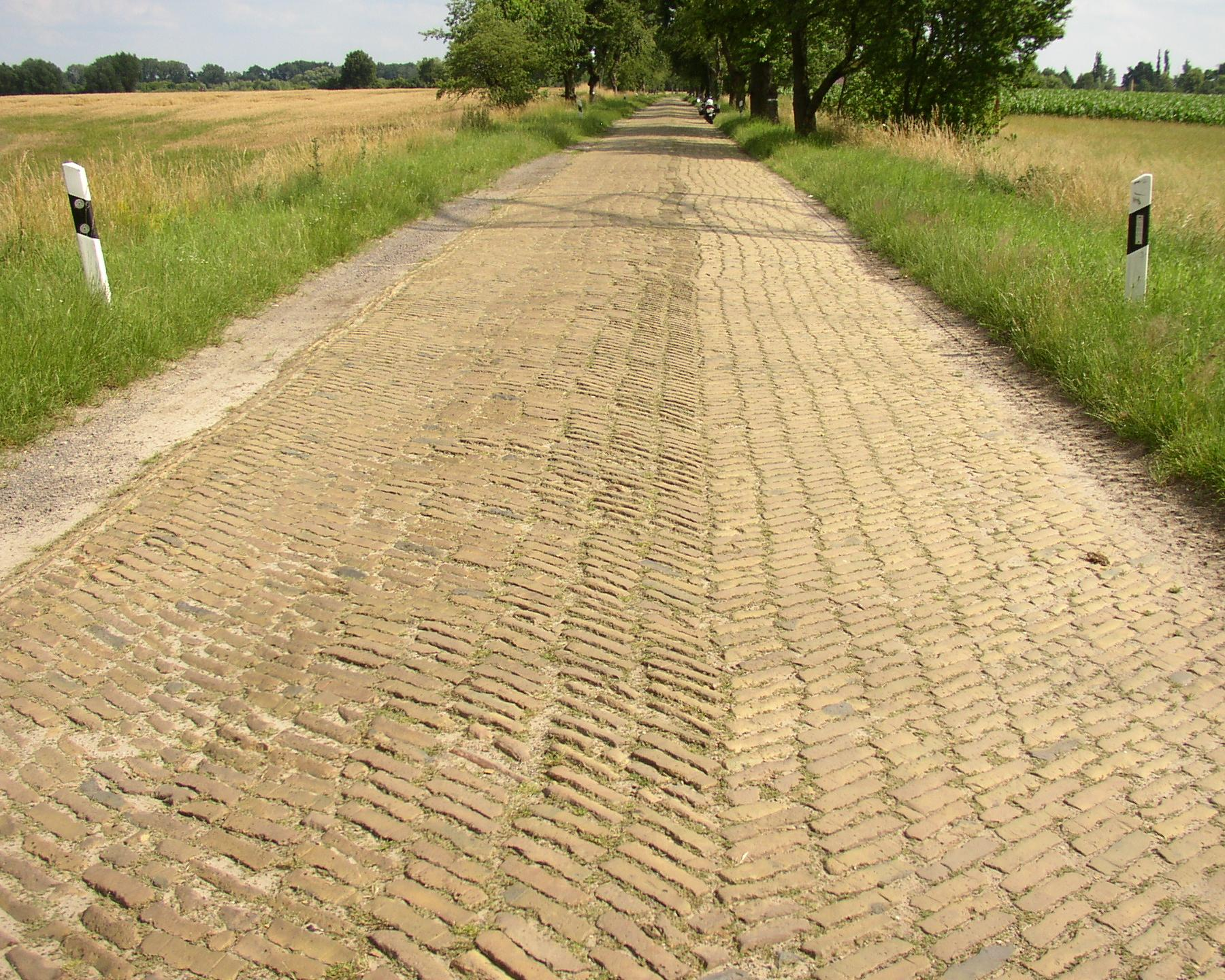
Route Päwesin-Riewend pavée de briques, dans le Brandebourg (Allemagne).

Grâce à de récentes innovations, la brique retrouve – depuis peu – ses lettres de noblesse. (Auparavant, elle était boudée au profit du bloc de béton, parce qu'elle souffrait d'une image de matériau du pauvre.) En perte de vitesse, elle est ainsi passée, en l'espace de quinze ans, de 4 à plus de 20 % du marché des constructions neuves[réf. nécessaire]. 
La principale innovation est la brique dite « à joint mince ». Celle-ci a des dimensions très régulières (tolérance de l'ordre du millimètre) qui permettent de les monter très facilement. L'assemblage ne se fait plus à l'aide de mortier, mais avec un simple joint de colle spéciale.
La brique creuse peut être caractérisée par son effet de résonateur qui permet de diminuer l'influence acoustique, si cette dernière est proche de la fréquence de résonance proprement dite. C'est-à-dire que le matériau vibre sous une gamme de fréquence acoustique bien définie ; d’où une perte d’énergie liée à ce mouvement. L'isolation acoustique est d’autant meilleure que l’on se trouve proche de la fréquence de résonance. Pour fabriquer un matériau résonateur, on construit celui-ci avec des caractéristiques géométriques particulières. On peut disposer perpendiculairement des cols à des briques pleines ou des briques ayant des cavités. Le principal intérêt de ce système est le réglage assez simple de la fréquence de résonance puisque, pour le cas des briques percées, la fréquence de résonance est directement liée au diamètre et à la profondeur des canaux. De plus, avec un ajustement correct, on peut balayer une importante gamme de fréquences pour isoler convenablement. En effet, le principal problème de ces résonateurs est le spectre sonore réduit pour lequel il est destiné.

## En France
La brique a une forme caractéristique de parallélépipède rectangle. Mais sa forme peut varier en fonction de son utilisation : plus ou moins épaisse, selon qu'elle sera utilisée pour un mur ou pour une toiture. De plus, la taille de la brique est adaptée à la prise d'une seule main, ni trop grosse et ni trop lourde, tandis que l'autre main manipulera le mortier. On distingue en Europe deux grands types de briques : celles issues de la brique romaine (briques foraines du Midi toulousain par exemple), plus grandes et plus plates, et celles appelées « briques du nord » (majoritaires en France). Une caractéristique fondamentale des « briques du nord » est que « la longueur (la panneresse) est deux fois égale à l'épaisseur (la boutisse), plus un joint ». 
Une brique d'un mur d'une épaisseur de 38 cm pèse environ 20 kg et peut supporter 200 tonnes.
La brique Dufayel est de couleur crème.
La "Brique de sable" est une dénomination pour une brique de couleur allant du blanchâtre au jaune, ayant notamment servi à la construction de certains édifices gothiques en brique du nord de la France.

## Dimensions des briques
Selon les régions et les époques, les briques traditionnelles ont des dimensions variables (sauf indication, les dimensions sont exprimées en cm dans l'ordre suivant : longueur × largeur × hauteur) :
- brique de Ninive[16]: 52 × 27 × 15 ;
- brique de la Rome impériale : les formats de briques sont normalisés, et vont pour les principaux de la grande dalle carrée de deux pieds de côté soit 59,2 cm (bipedales) au module de 2/3 de pied 19,7 cm (bessales) en passant par l'intermédiaire d'un pied et demi de côté (sesquipedales). Selon le besoin, ces plaques peuvent être redécoupées en fractions rectangulaires ou triangulaires[17] ;
- brique de Toulouse (appelée également « brique foraine ») : 42 × 28 × 4,5 ;
- brique de Bourgogne : 22 × 11 × 6 (c'est un arrondi dans le système métrique de 8 × 4 × 2 pouces) ;
- brique de Paris : 21,5 × 11 × 5,5 (c'est un arrondi dans le système métrique de 8 × 4 × 2 pouces). Selon qu'on considère ou non l'épaisseur du joint, ces dimensions peuvent être 21,5 × 10,3 × 6,5 cm
- brique Saint-Bernard : 33 × 16,26 × 8,13 (c'est un arrondi dans le système métrique de 1 × 1/2 × 1/4 pied) ;
- brique de Leers : 22 × 10,5 × 6 (ou 5 et 4).

## Appareils

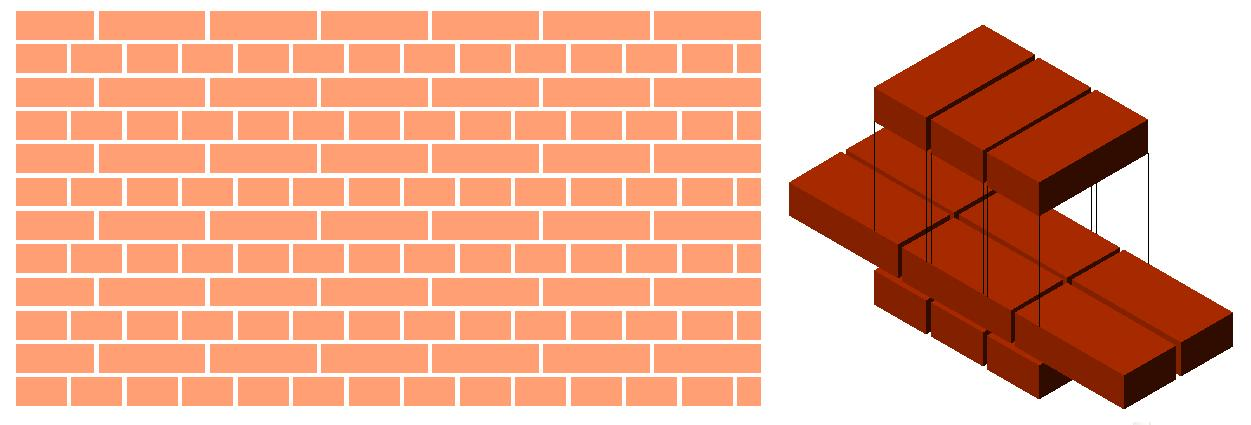
Appareil à l'anglaise.
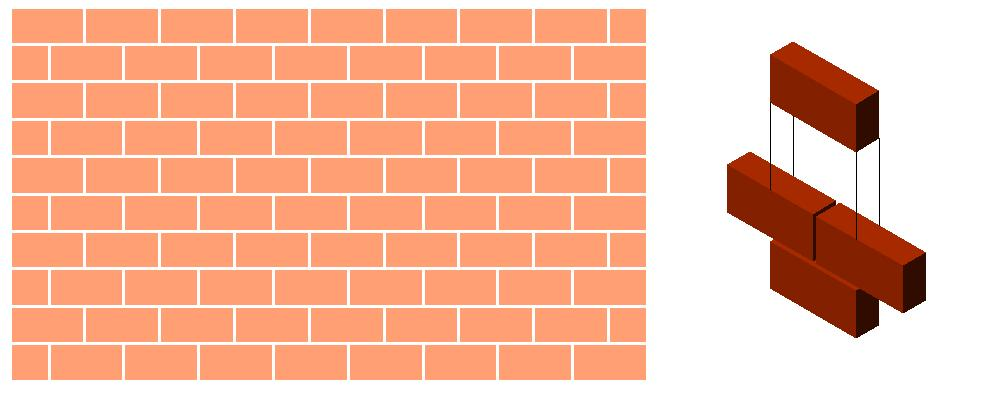
Appareil sur chant.
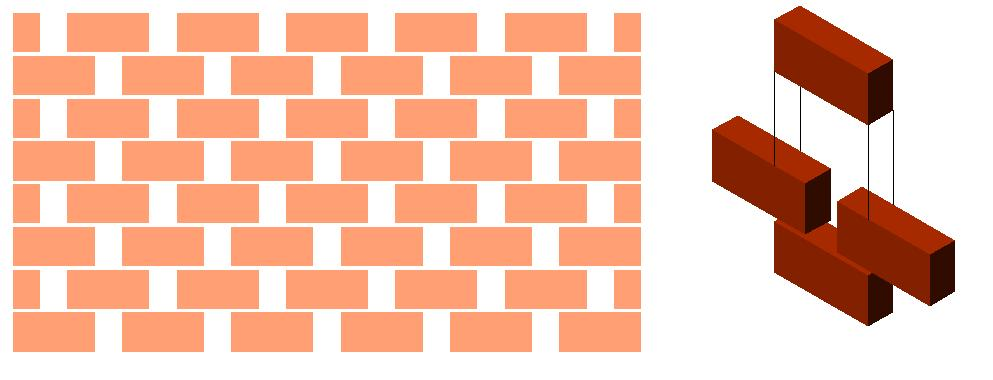
Appareil à claire-voie.
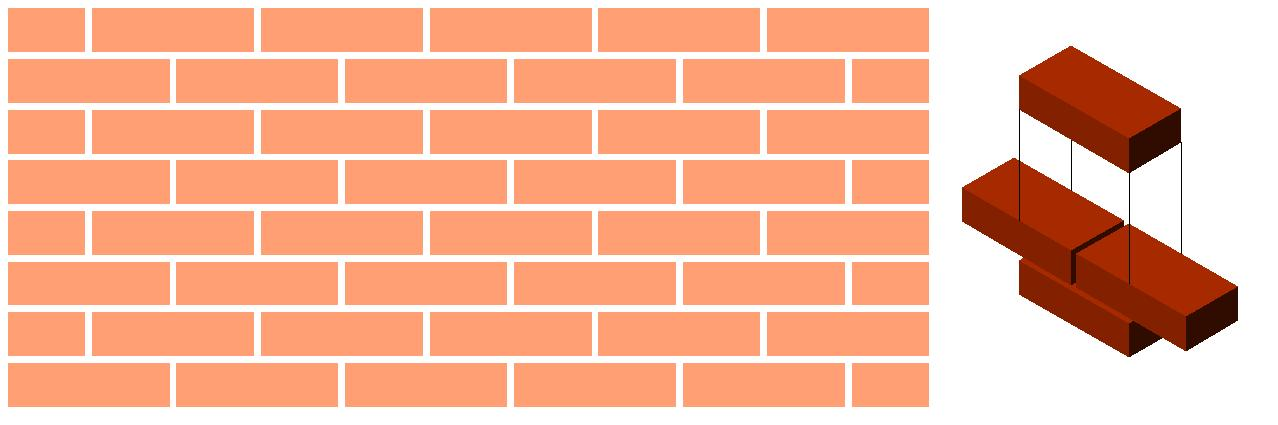
Appareil en panneresses.
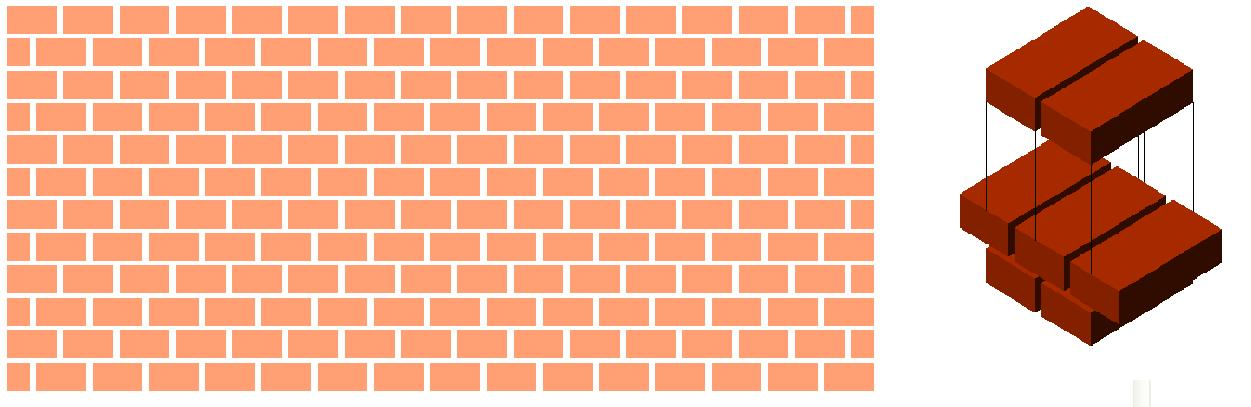
Appareil en boutisses.

La « brique du nord » pleine, par la régularité de ses dimensions, se prête à des dispositions variées :
- l'appareil en panneresses n'a qu'une brique d'épaisseur, il convient aux cloisons ;
- l'appareil à la française : alternance de lits de briques identiques deux à deux, un lit de boutisses et un lit de panneresses ;
- l'appareil à l'anglaise, les lits : alternance de boutisses et de panneresses ;
- l'appareil des moines, les lits : alternance d'une boutisse et de deux panneresses ;
- etc.

En revanche, de par leur format et leur forme plate, les briques issues de la brique romaine se prêtent mal à ces jeux d'appareil.

## Typologie des briques
On distingue différents types de briques.

### Brique crue
- La brique crue : constituée de terre crue et fibrée de paille, de lin, de crin, elle peut prendre aussi le nom d'adobe, de banco, d'inkarakara, , etc.
- L'adobe.
- La brique de terre compressée.
- L'opus latericium (appareil en briques crues), mode de construction romain entièrement en briques crues.
- La latérite : terme attribué à Francis Buchanan-Hamilton (1807) pour décrire un matériau argileux servant à la construction, exploité dans les régions montagneuses de Malabar en Inde. Ce matériau y présente l'aspect d'un dépôt ferruginisé situé à faible profondeur dans le sol. Lorsqu'il est frais, il peut être facilement découpé en blocs réguliers à l'aide d'un instrument tranchant. Exposé à l'air, il durcit rapidement et résiste alors remarquablement aux agents météorologiques. Il en résulte son emploi comme matériau de construction comparable à celui des briques.

### Brique cuite
- La brique cuite pleine, matériau traditionnel très ancien, avec une variante appelée brique pleine perforée (les perforations sont perpendiculaires au plan de pose de manière à ne pas diminuer sa résistance à la pression),
- la brique cuite creuse, inventée au XIXe siècle, plus légère (et donc moins coûteuse à transporter) et plus isolante, est devenue la plus utilisée, Ses perforations sont parallèles au plan de pose.

La brique pleine peut être laissée apparente, ou être employée comme matériau de parement, tandis que la brique creuse, qui présente l'avantage d'être plus légère et plus isolante, est généralement en contre-façade et éventuellement enduite.
La ville de Toulouse doit son surnom de « ville rose » à l'utilisation  de la brique apparente, dans la plupart de ses constructions. Le monument de briques le plus remarquable de France est la cathédrale Sainte-Cécile d'Albi (Tarn). Voir aussi la cathédrale de la Résurrection d'Évry.
En Allemagne, en Angleterre, en Belgique, en Écosse, aux Pays-Bas, dans les régions autour de la mer Baltique, ainsi que dans le Nord de la France, à partir des années 1930, la brique est employée en parement dans la technique du mur creux.
- L'opus testaceum (de testaceus, en « terre cuite ») est un appareil de construction romain entièrement en briques cuites.

### Brique de divers matériaux
- La brique de chanvre, ayant de très bonnes propriétés d'isolation thermique.
- La brique de verre, brique en verre.

### Brique en fonction de ses propriétés
- La brique légère et isolante qui flotte sur l'eau (citée par Strabon, Pline et plusieurs autres auteurs anciens qui évoquent des « terres légères » exploitées à Pitane) et en Asie ou encore en Espagne (à Calento) ou des terres dites « farines fossiles » utilisées en Grèce et en Toscane. Le savant italien Fabroni a utilisé une terre silico-magnésienne sans consistance mais qui mélangée à un vingtième environ d'argile plastique produisait des briques aussi résistantes que des briques ordinaires, mais très poreuses, conduisant mal la chaleur ou le froid et flottant sur l'eau[19].
- La brique non gélive, brique qui ne se dégrade pas par l'effet du givre.
- La brique réfractaire, pour la construction des fours, chaudières, foyers, cheminées, etc.
- Les briques creuses à petits alvéoles verticaux (comme Monomur[20]), désormais devenues le principal produit des briquetiers français[réf. nécessaire], permettent, lorsque l'épaisseur du mur est suffisante, de se passer de toute isolation supplémentaire sous un climat tempéré européen.[réf. souhaitée] Elles font de plus bénéficier les occupants de l'habitation de leur forte inertie thermique (conservation de la fraîcheur en été, de la chaleur en hiver) et des qualités propres à la terre cuite (régulation d'humidité, absence de fibres ou de produits chimiques…). Certaines briques modernes sont appropriées pour la construction aux normes anti-sismiques.

Des briques de formes variées permettent de construire une maison quasiment entièrement en briques. Murs, planchers, linteaux, cheminées, cloisons (coupe-feu, coupe-bruit…) peuvent être faits en brique, seules les fondations sont coulées et la toiture en bois et tuiles et les ouvertures en bois ou verre.

## Économie
Le métier de la fabrication de briques reste largement local (compte tenu de son poids, le transport de la brique sur longue distance n'est pas rentable) et souvent artisanal.
Le leader mondial de la fabrication des briques est la société autrichienne Wienerberger, qui possédait en 2008 deux cents sites de production dans vingt-six pays.[Passage à actualiser]

## Illustrations

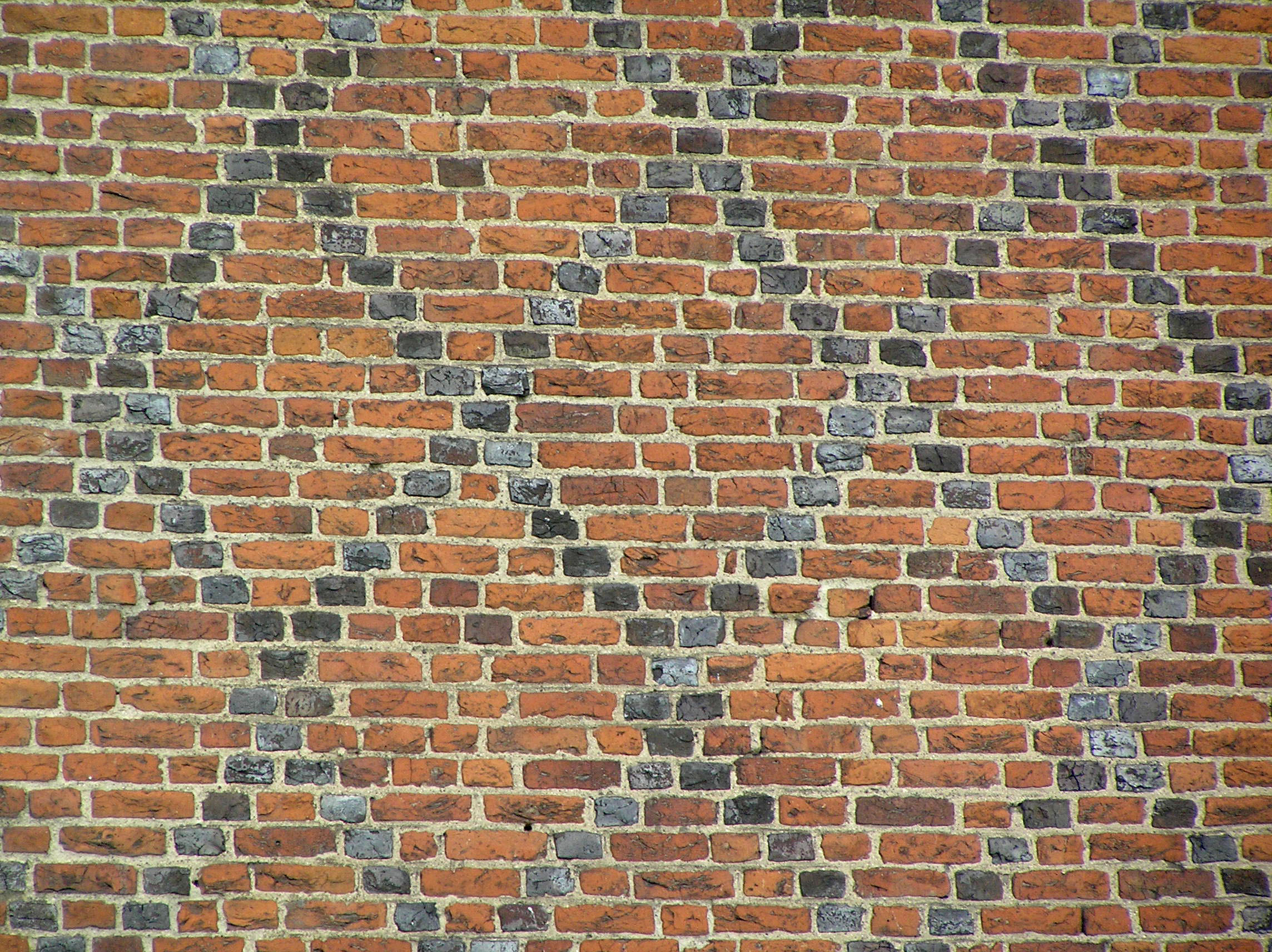
La polychromie peut jouer un rôle esthétique important.
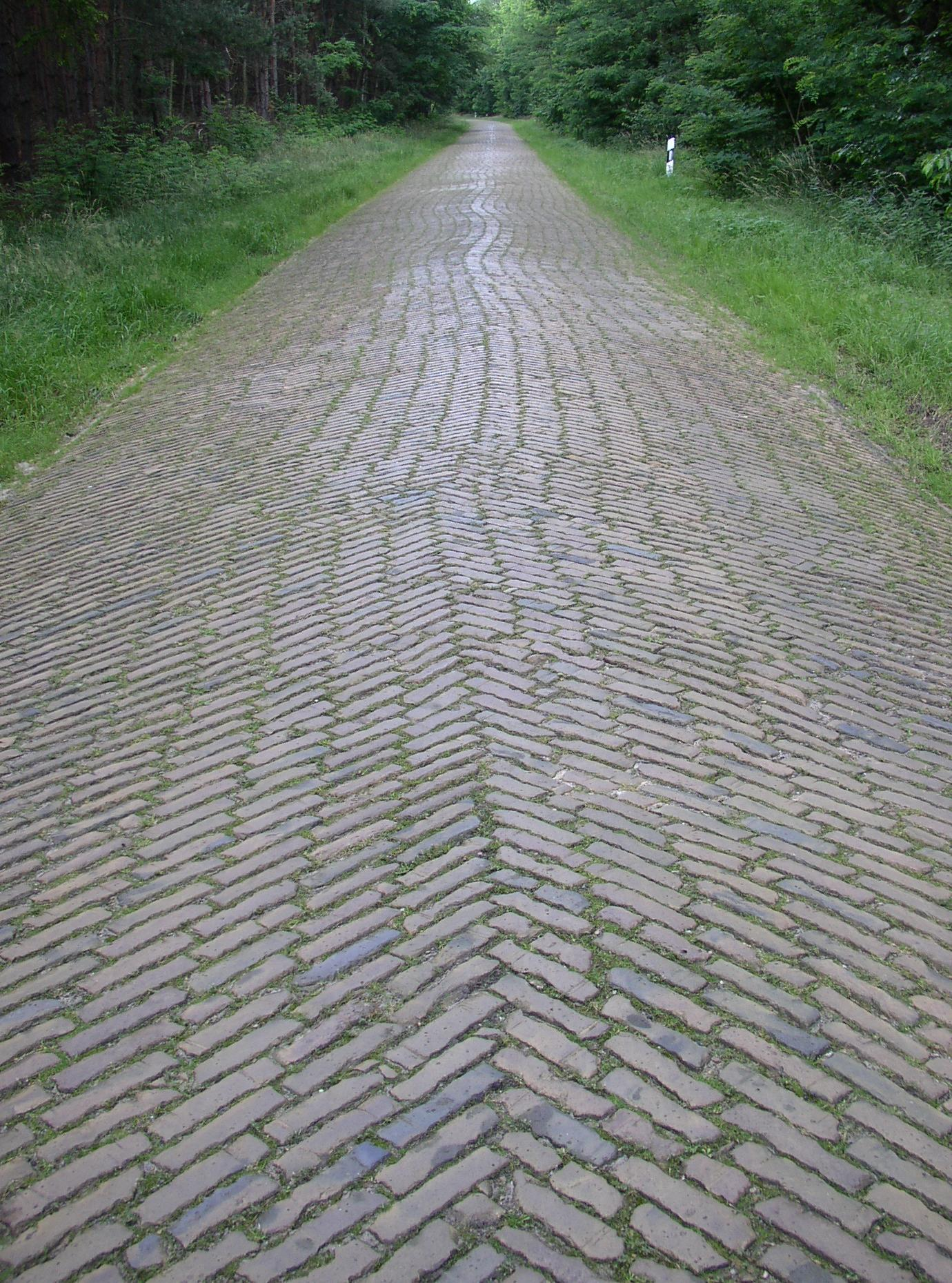
Route de brique, Klein Behnitz (district de Nauen, Brandenburg, Allemagne).
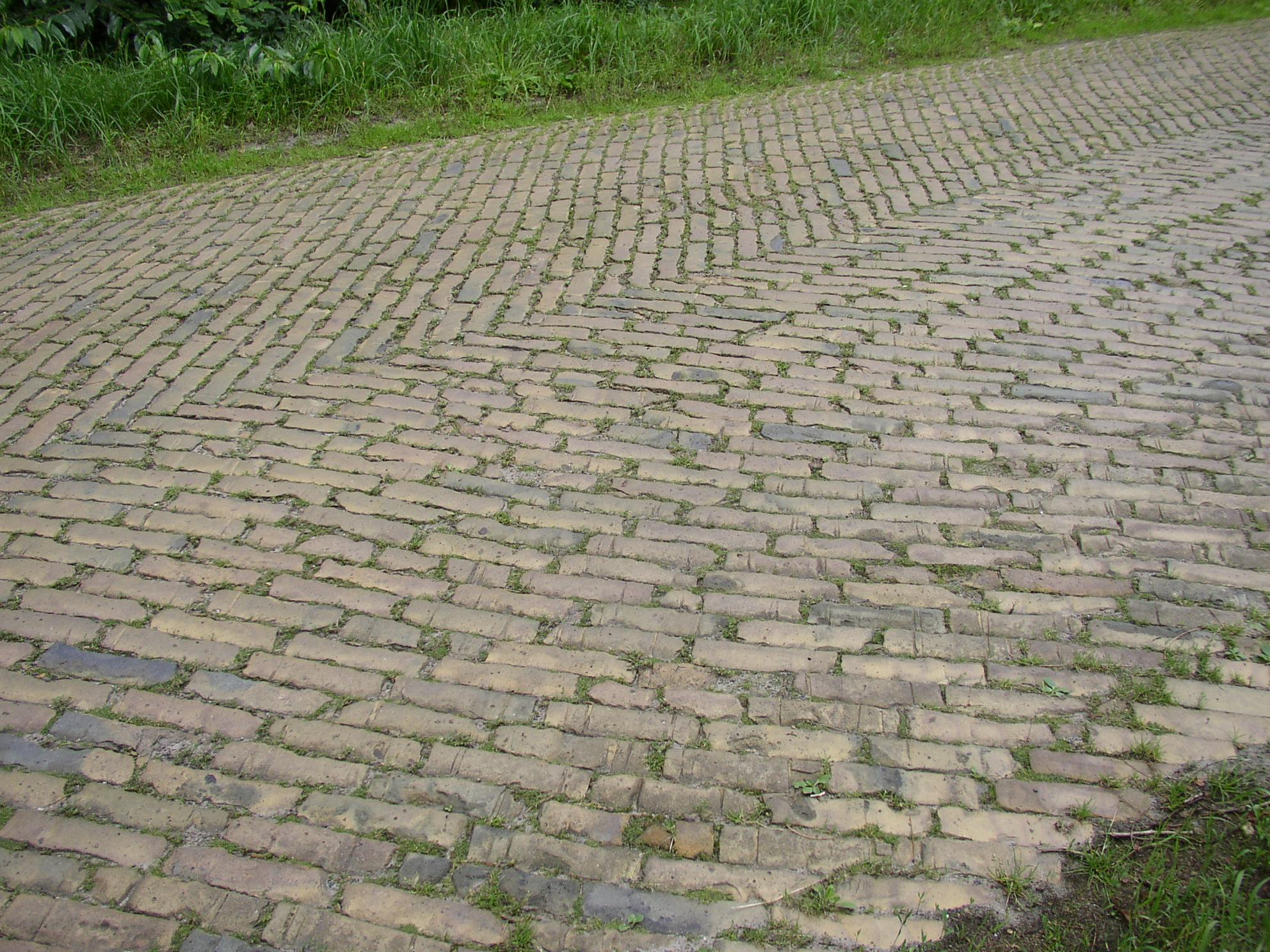
Détail de l'appareil (district de Nauen, Brandenburg, Allemagne).
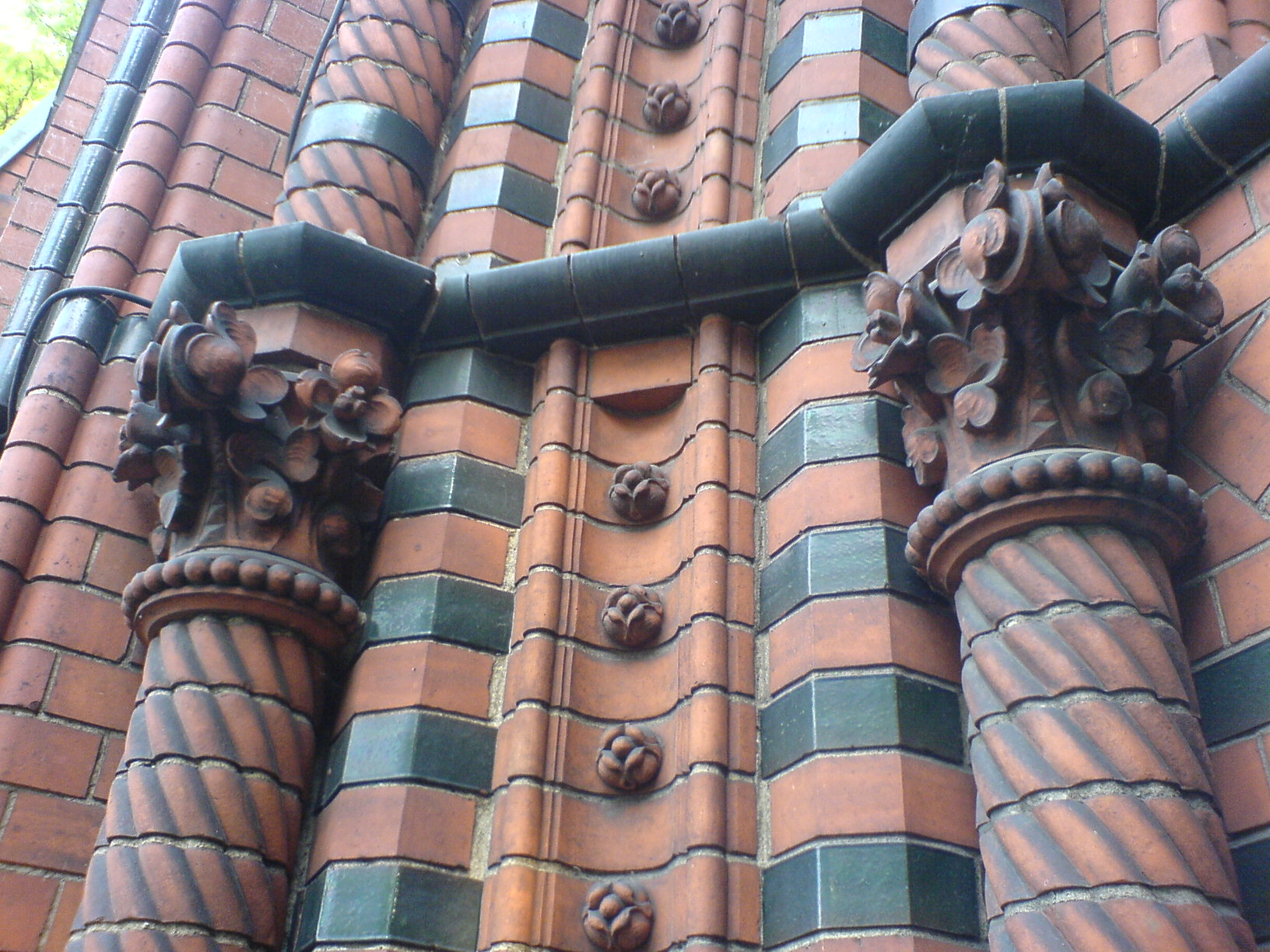
La brique peut être émaillée, colorée et moulée de manières variées, ce qui en fait un matériau de construction et de décoration facile à mettre en œuvre et souvent moins coûteux que la pierre.
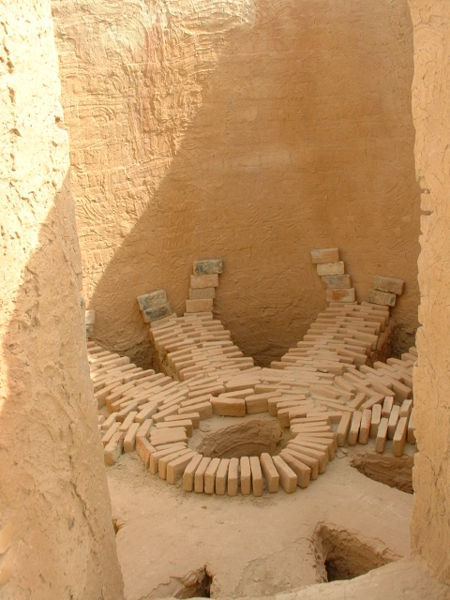
Vue du four d'une briqueterie à Tozeur en Tunisie.
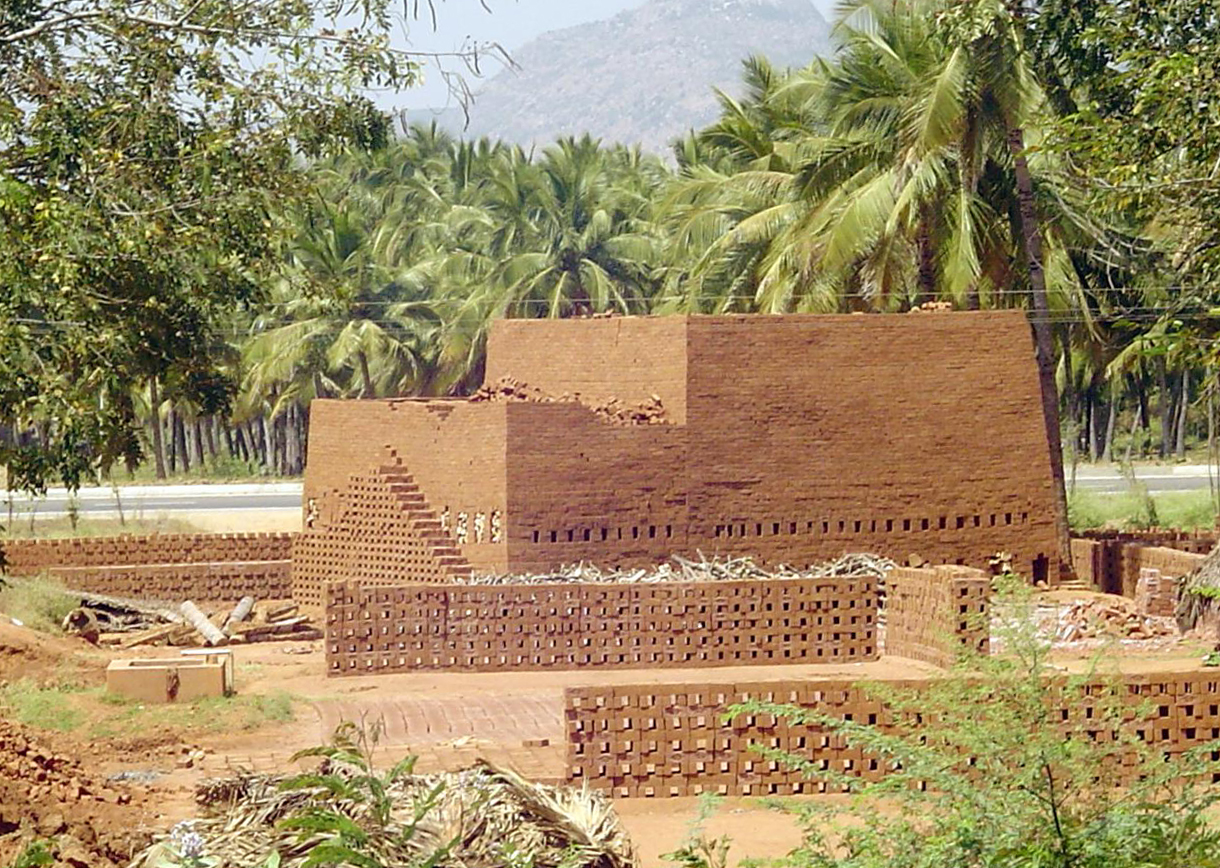
Four à briques, Tamil Nadu (Inde).
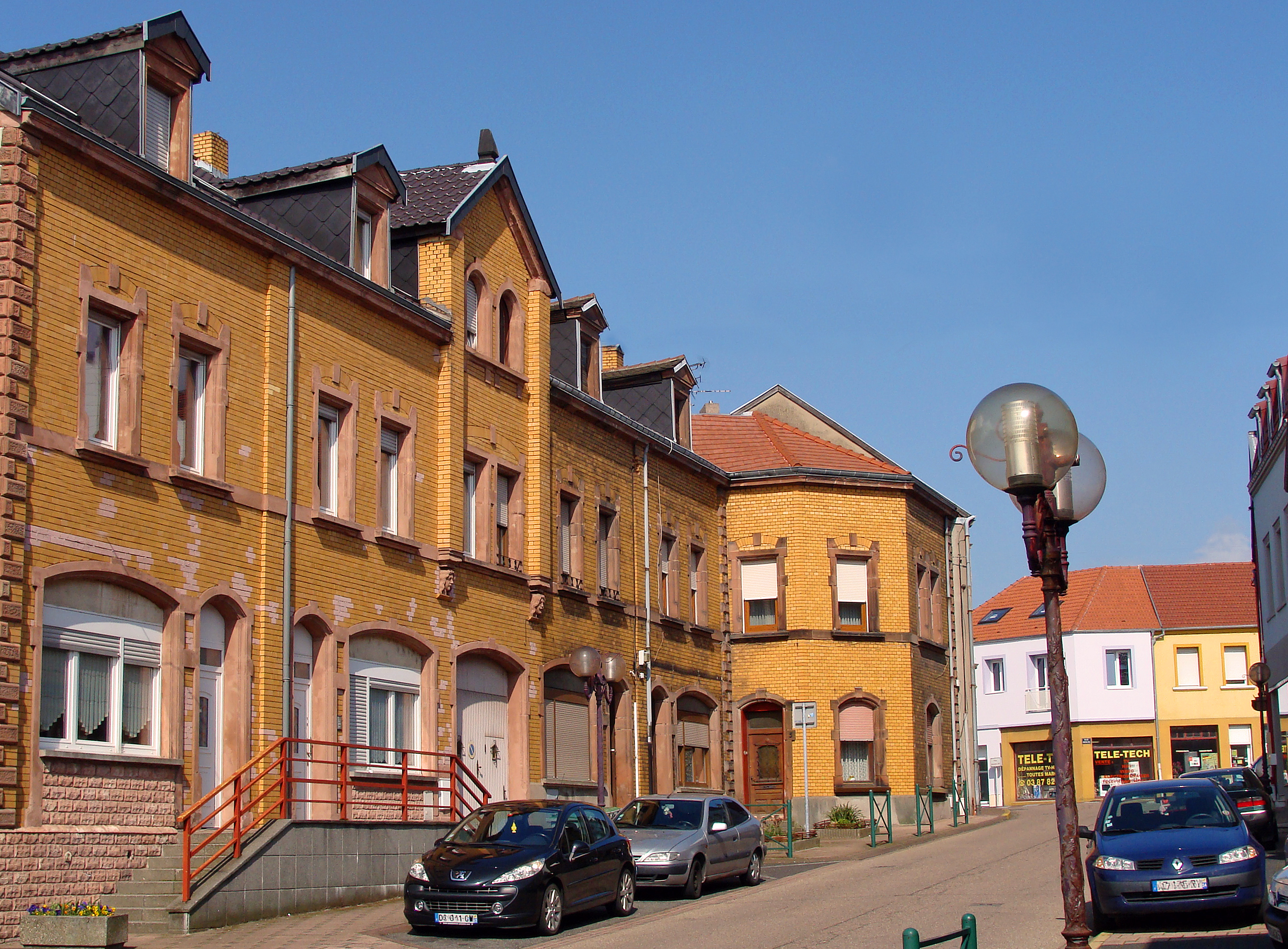
Maison en briques jaunes de L'Hôpital (Moselle).
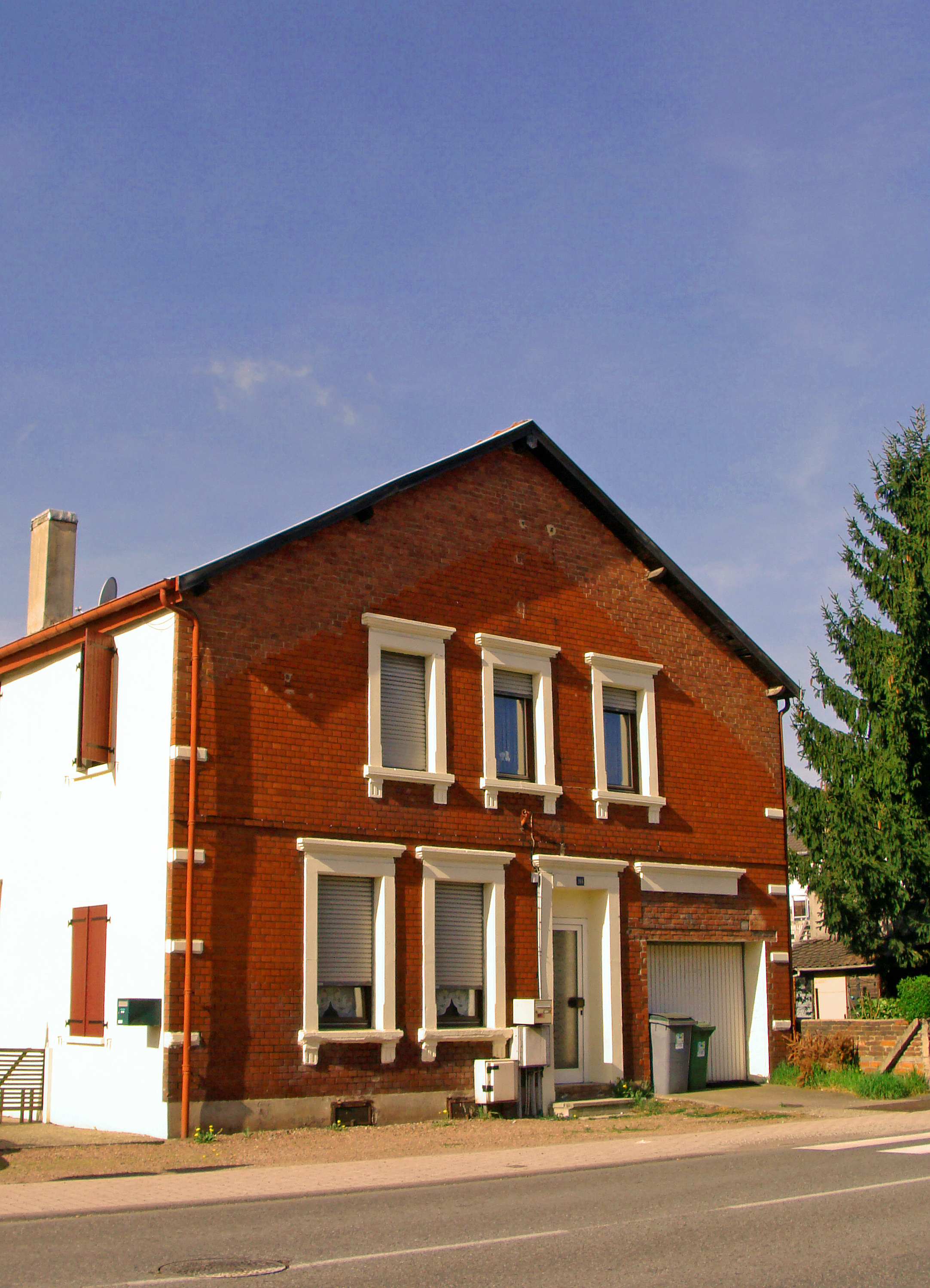
Maison construite en briques, à Carling.
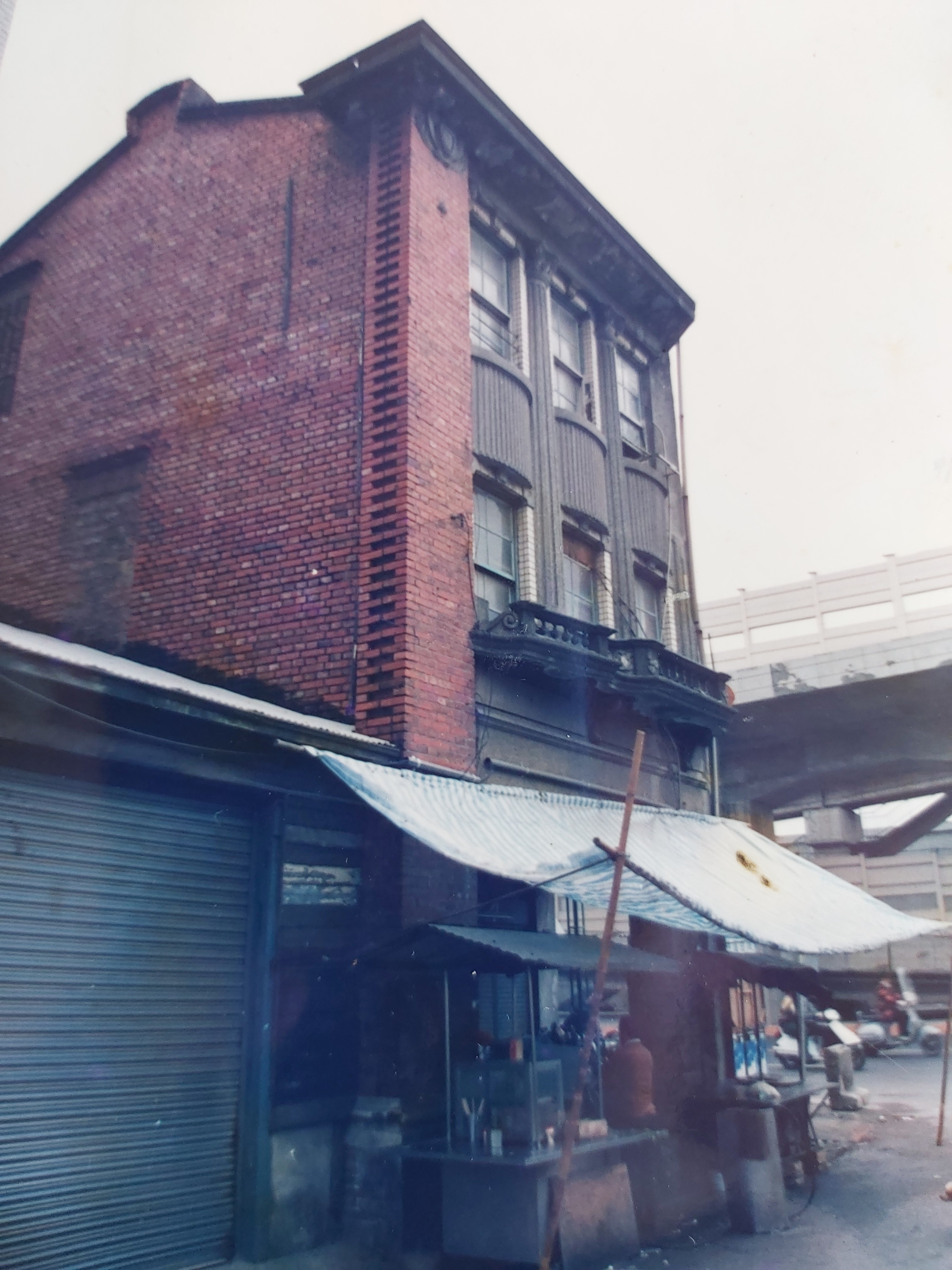
Maison construite en briques, à Taipei.
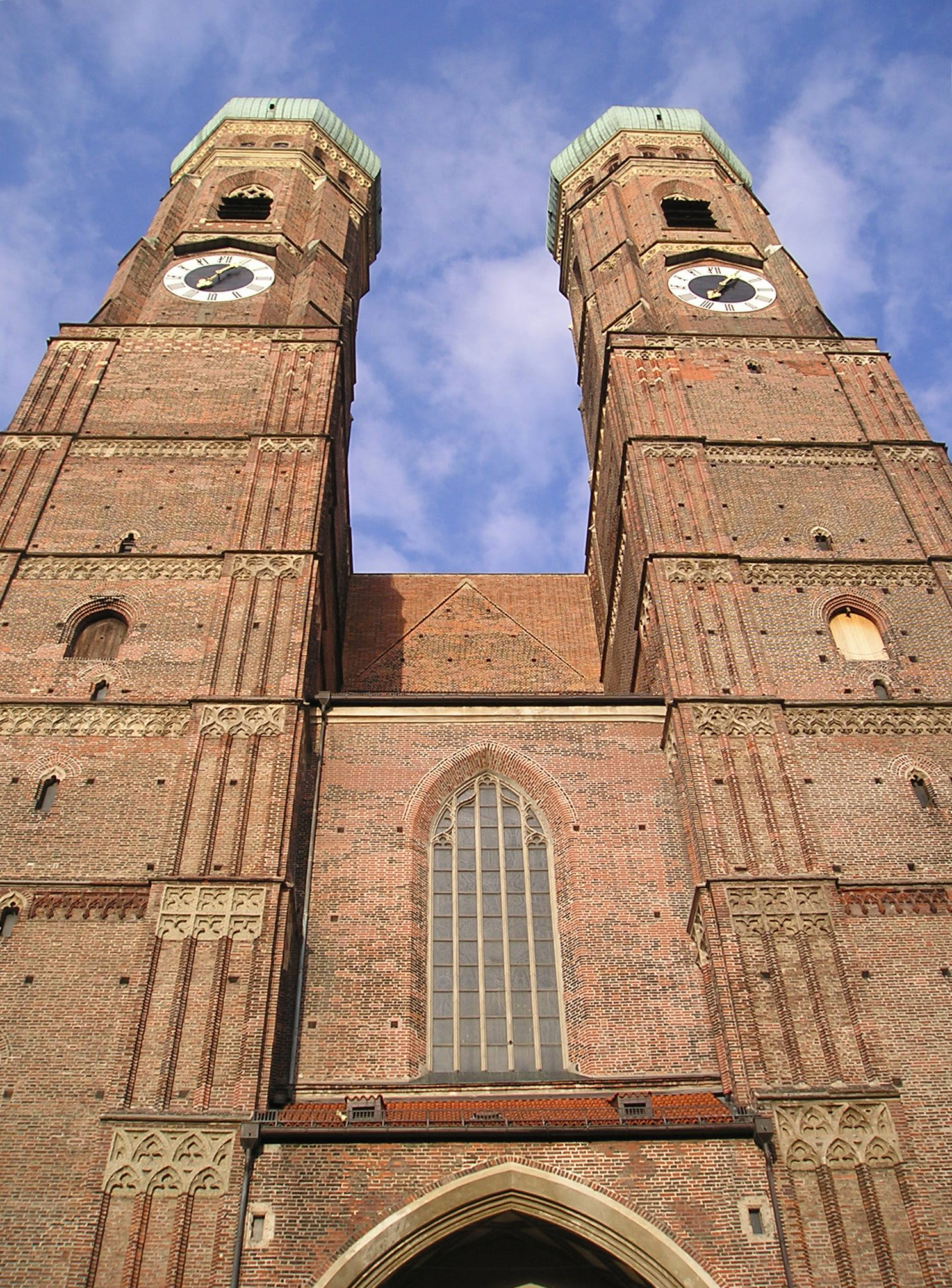
Façade de la cathédrale Notre-Dame de Munich, érigée en 1468-1488.
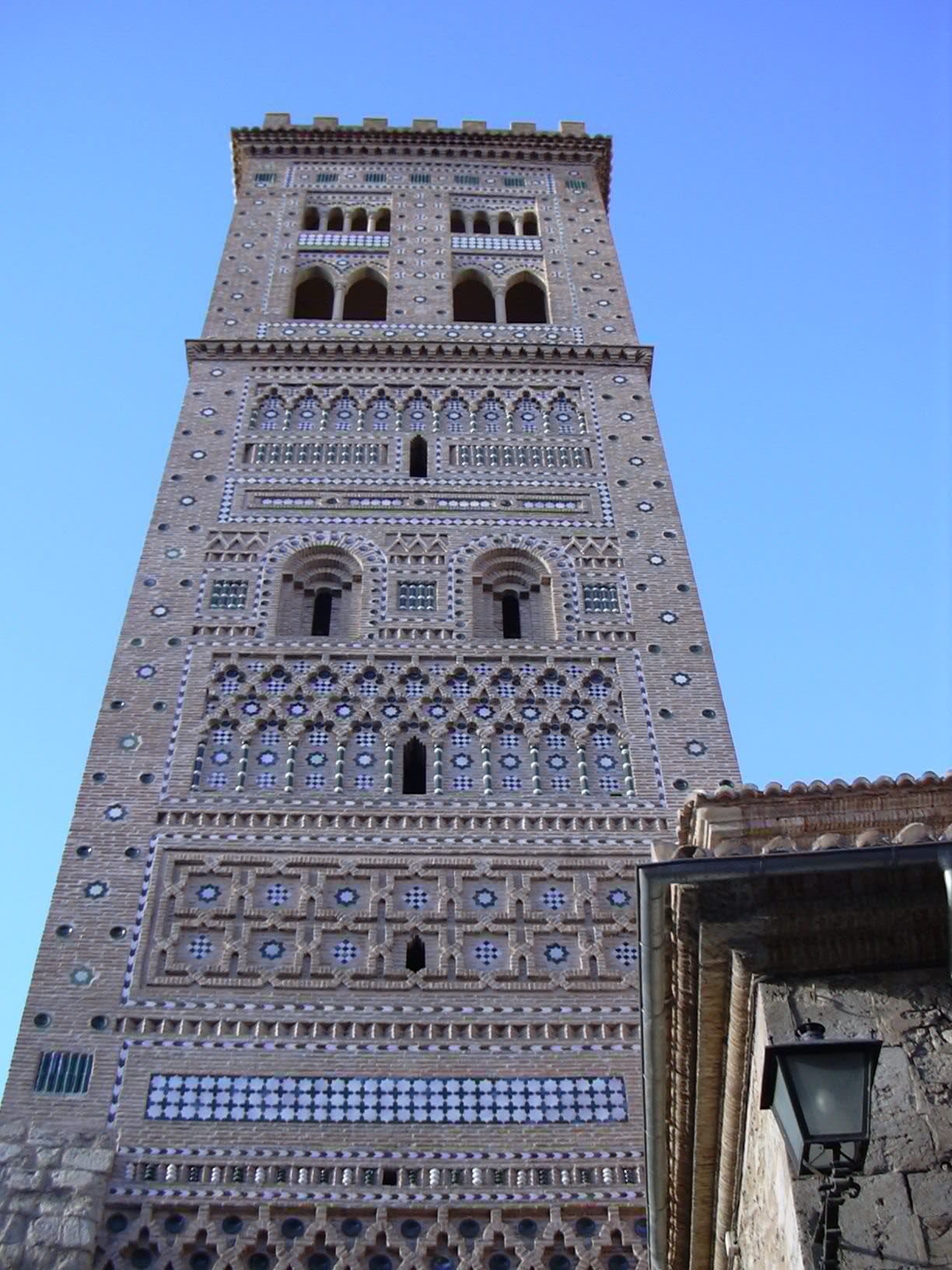
Architecture mudéjare : église de brique, à Teruel (XIVe siècle).
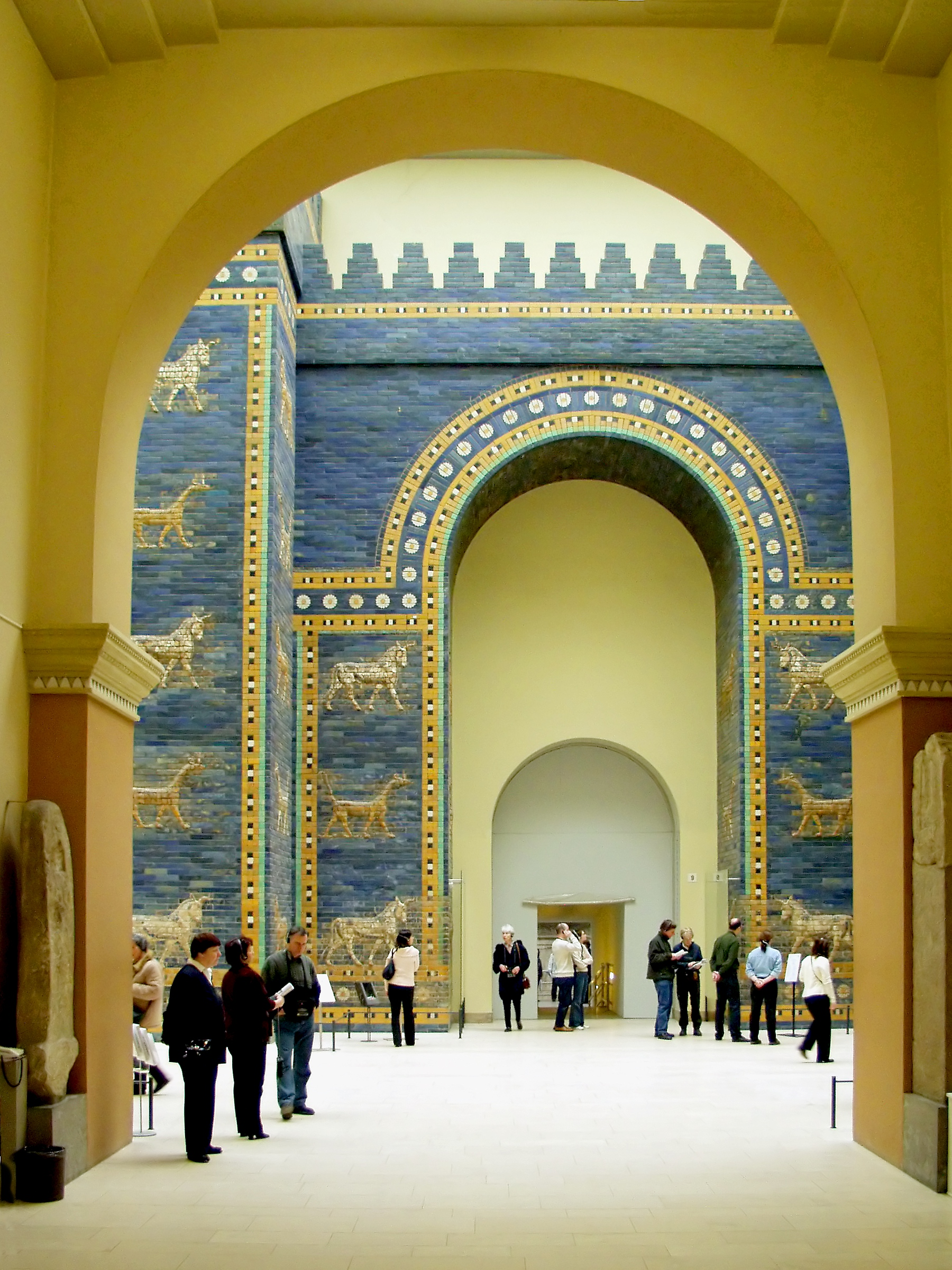
La porte d'Ishtar au musée de Pergame à Berlin.
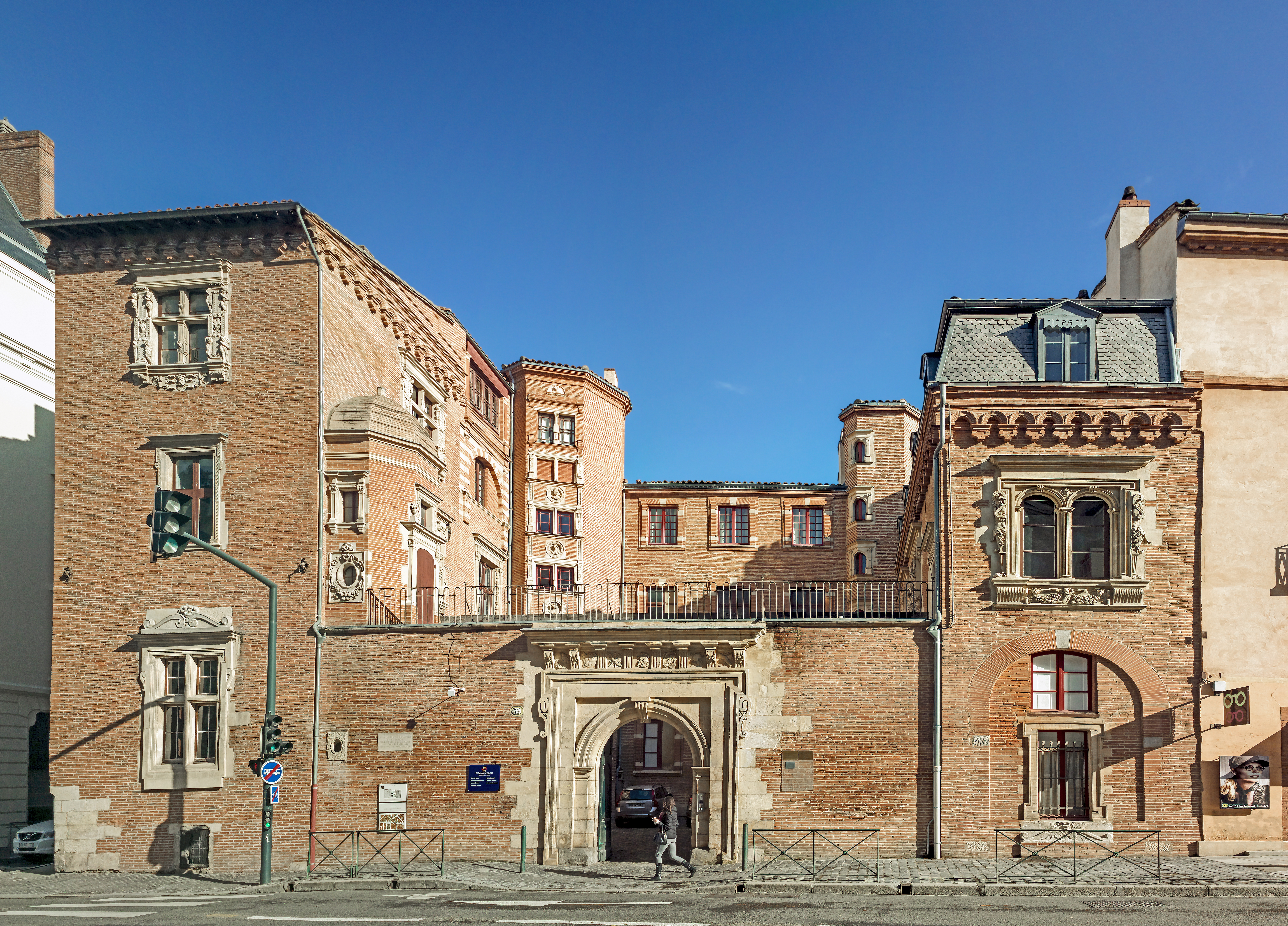
Hôtel du Vieux-Raisin à Toulouse (XVIe siècle). La pierre est utilisée en complément pour les décorations des fenêtres.
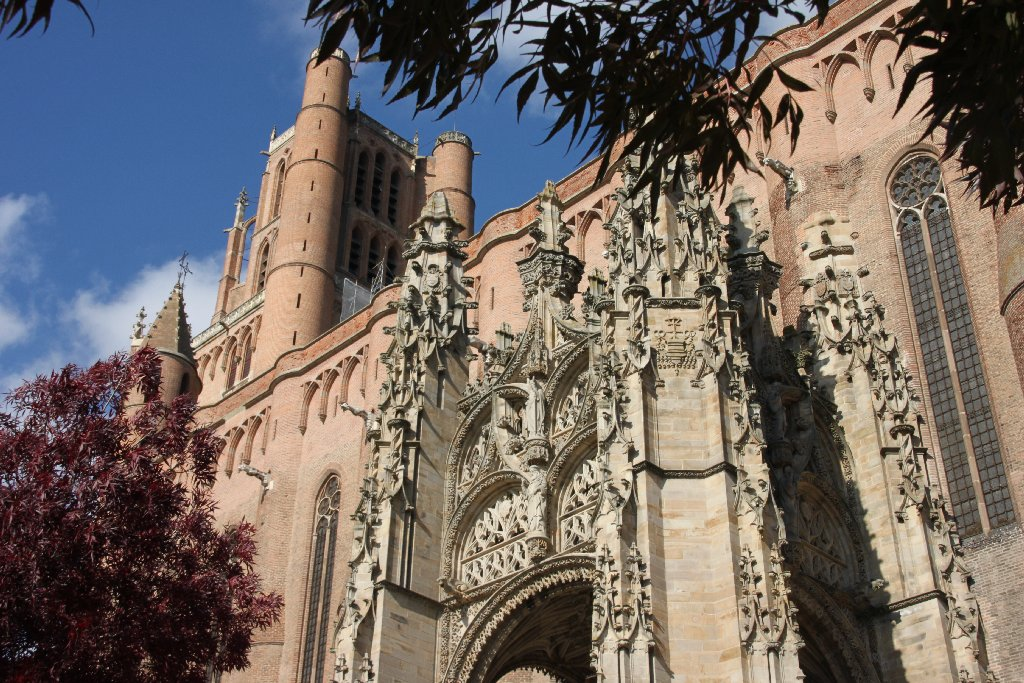
La cathédrale d'Albi.
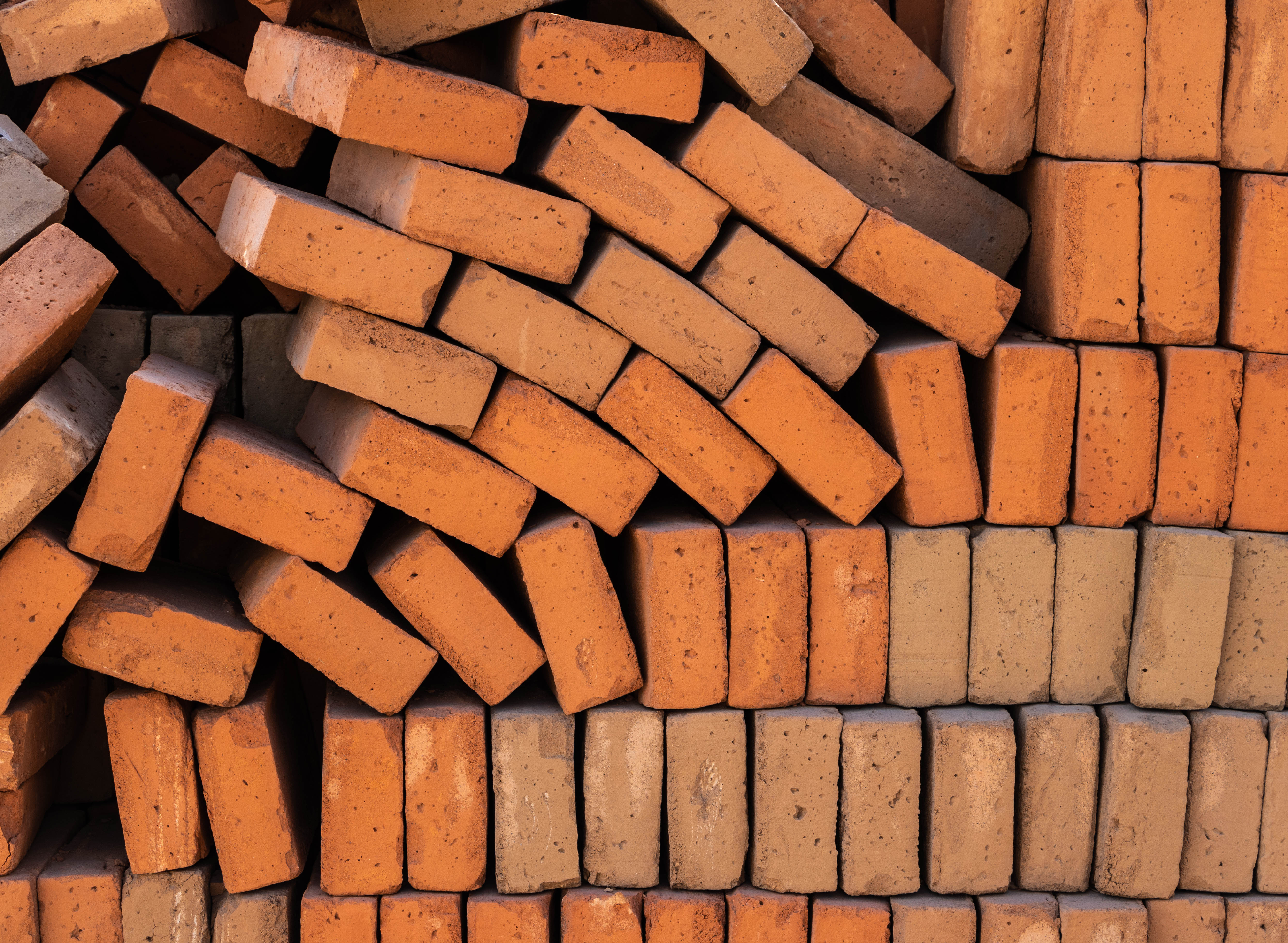
Effondrement de briques.
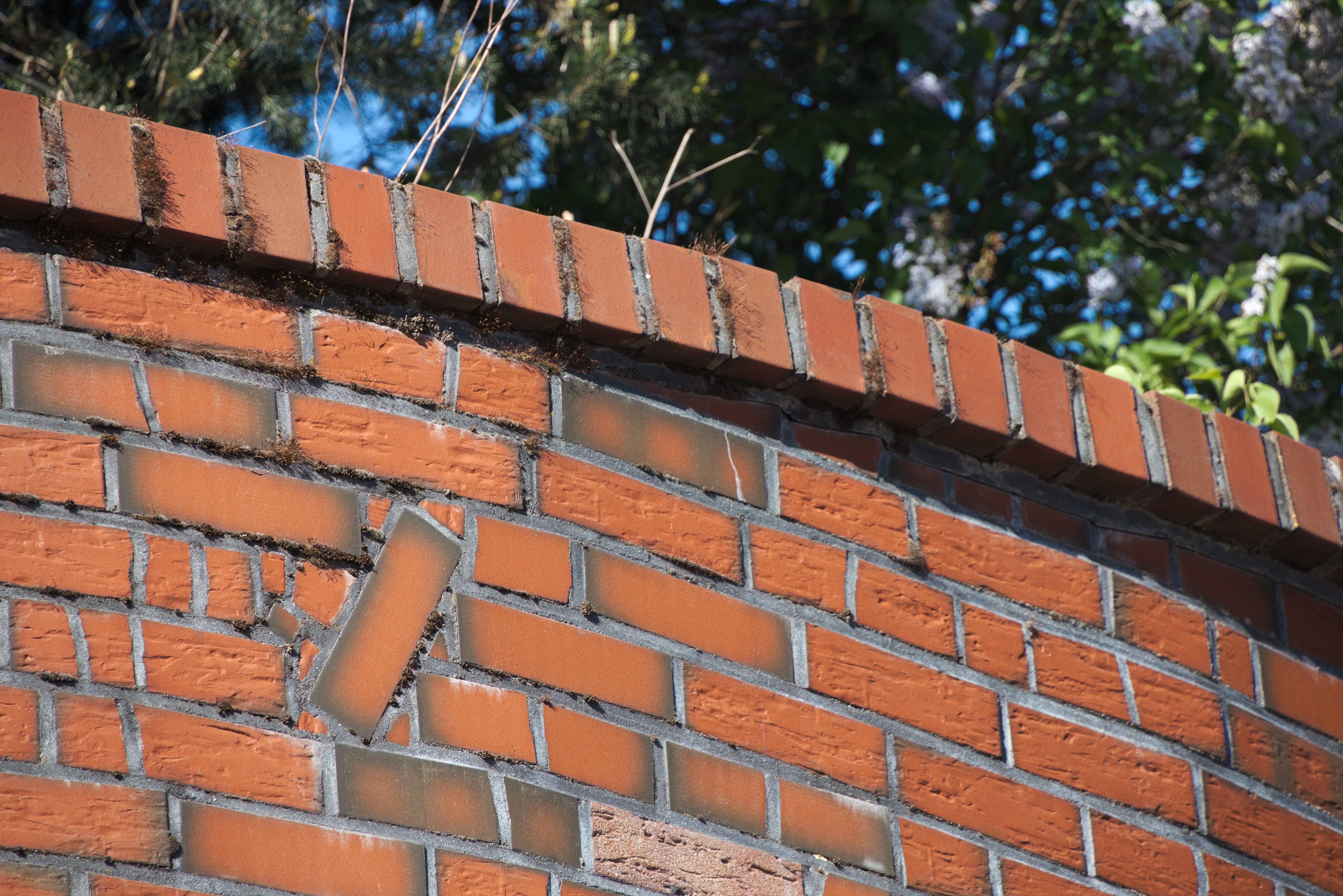
Une brique de travers dans un mur en Allemagne. Mai 2018.
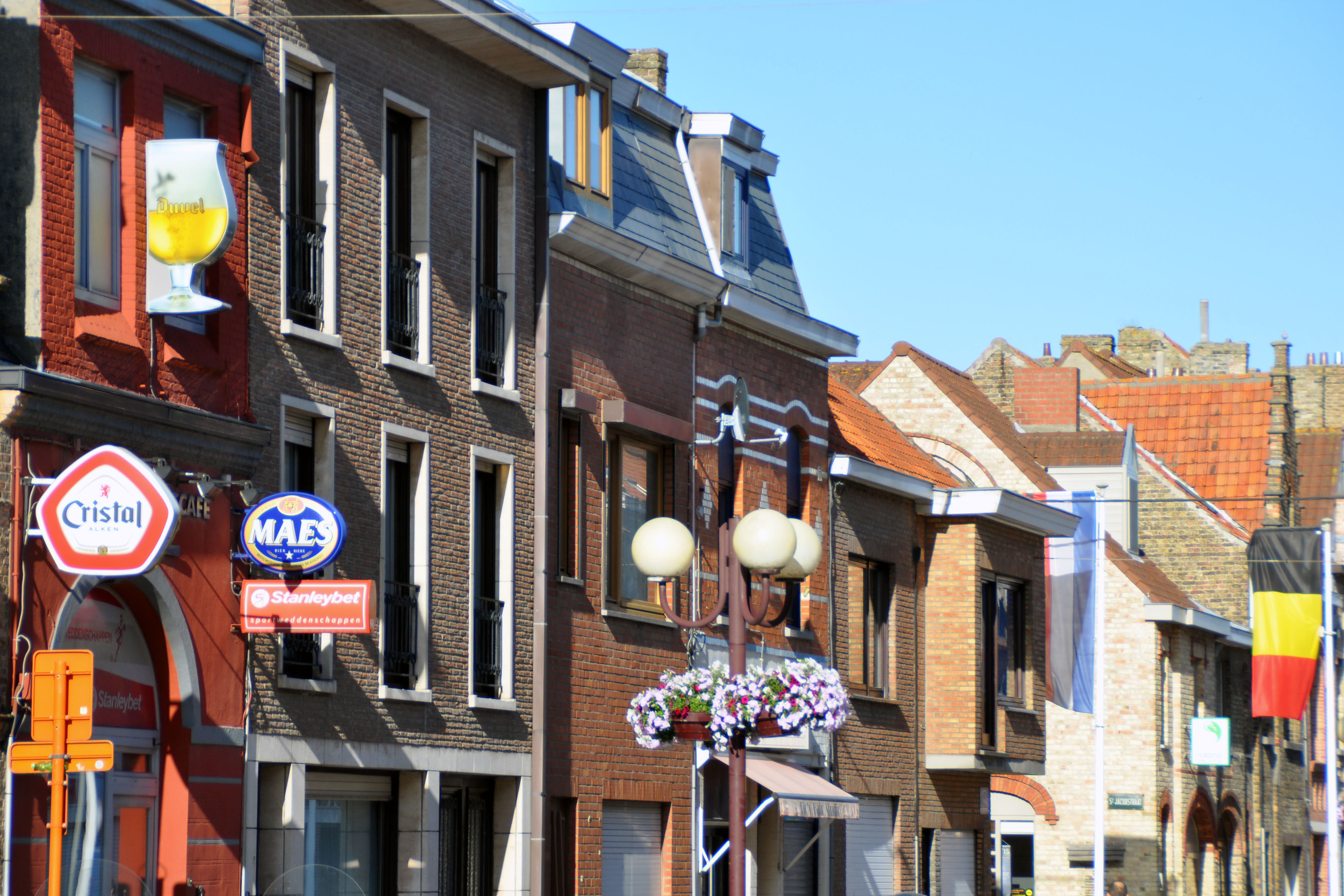
Constructions avec de la brique en Belgique.

## Vocabulaire
- Briqueter : contrefaire la brique sur le plâtre avec une impression de couleur d'ocre rouge, et y marquer les joints avec un crochet, ou bien en détrempant de l'ocre avec le plâtre, tirer les joints au crochet et les remplir en plâtre blanc[22].